# 俄羅斯入侵烏克蘭時間軸 (2024年2月)

俄羅斯入侵烏克蘭的動態地圖（參見可交互的俄烏戰爭詳細地圖）

本條目主要列出俄羅斯入侵烏克蘭在2024年2月的過程。

## 2月1日

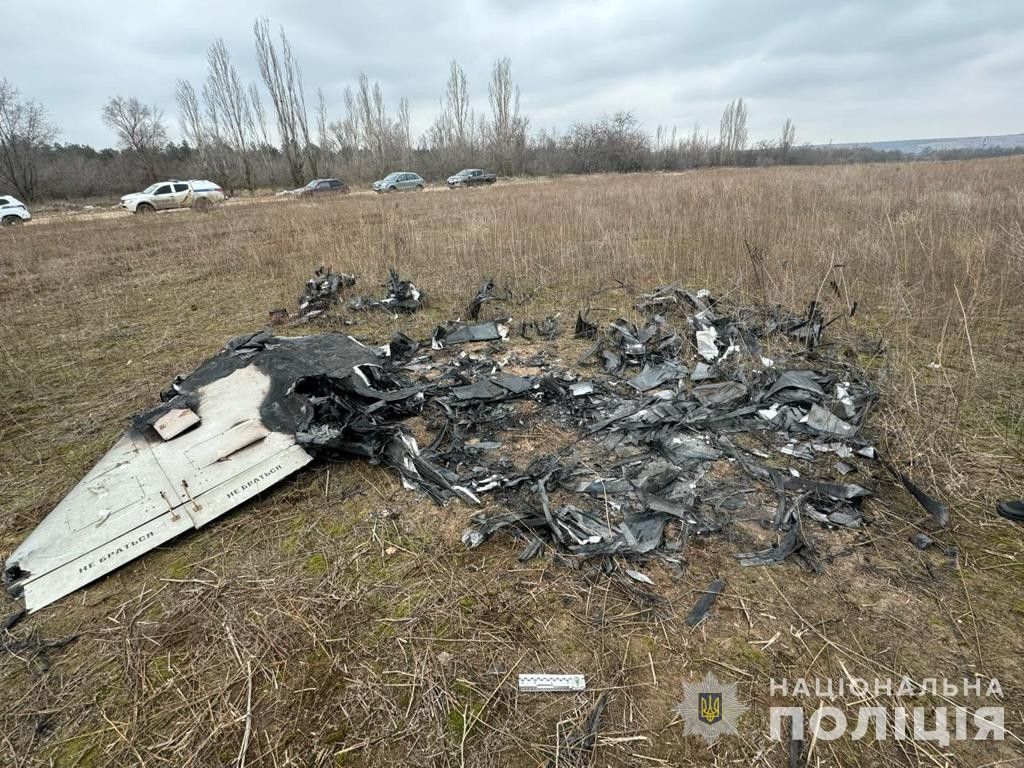
尼古拉耶夫州發現的一架俄軍無人機殘骸

烏克蘭空軍表示，午夜至凌晨期間，俄羅斯發射4架無人機，防空部隊擊落2架無人機。赫爾松州州長表示，赫尔松州貝里斯拉夫遭到俄罗斯无人机袭击，造成两名法国義工丧生，另外五人受伤。
烏克蘭武裝部隊總參謀部表示，自全面入侵以來，俄羅斯在烏克蘭損失386,320名士兵，過去一天俄羅斯部隊有1,000人傷亡，累計損失6,322輛坦克、11,773輛裝甲戰鬥車輛、12,267輛車輛和油箱、9,228門火砲系統、976套多管火箭系統、663套防空系統、332架飛機、324架直升機、7,136架無人機、1,845枚巡弋飛彈、23艘船隻和1艘潛艇等。烏克蘭內政部長表示，烏克蘭國民警衛隊在2024年1月摧毀或破壞112輛俄羅斯坦克，其中包括10輛T-90M，估計總價值超過3億美元。烏克蘭國防部情報局表示，使用無人艇，擊沉位於俄佔克里米亞多努茲拉夫湖的俄羅斯海軍黑海艦隊導彈艦「伊萬諾維茨號」。
俄羅斯國防部聲稱，凌晨期間，防空部隊在別爾哥羅德州、庫爾斯克州和沃羅涅日州擊落11架無人機。
烏克蘭亞速旅指揮官丹尼斯·普羅科彭科表示，仍然有900名曾參與馬里烏波爾圍城戰的烏克蘭士兵遭到俄羅斯囚禁。烏克蘭國防部情報總局發言人表示，烏克蘭政府要求俄羅斯將在俄方單方面聲稱乘坐Il-76運輸機墜毀喪生的戰俘送回烏克蘭，並再度重申除了俄羅斯的說法外，沒有證據表明墜毀的運輸機上有戰俘。
歐洲理事會主席米歇爾宣佈，歐盟成員國所有27個領袖同意在歐盟預算範圍內，為烏克蘭提供額外的540億美元支援。
国际法院拒绝就MH17被击落一事做出裁决，并驳回乌克兰向俄罗斯提出的赔偿要求。然而法院发现，俄罗斯在2014年单方面吞并克里米亚半岛后，克里米亚少数民族的权利受到侵犯，而且克里米亚半岛境內也沒有很好地實施乌克兰语教学，俄羅斯還向乌克兰东部的分裂分子提供“货币和金融支持”。
羅馬尼亞國防部長敦促羅馬尼亞和歐洲，需要更好地為將來與俄羅斯的戰爭做準備，警告如果俄羅斯在烏克蘭取得成功，俄羅斯將繼續升級戰爭行動。
烏克蘭武裝部隊總司令瓦列里·扎盧日內發表了一篇關於烏克蘭軍事戰略更新和調整的文章。

## 2月2日

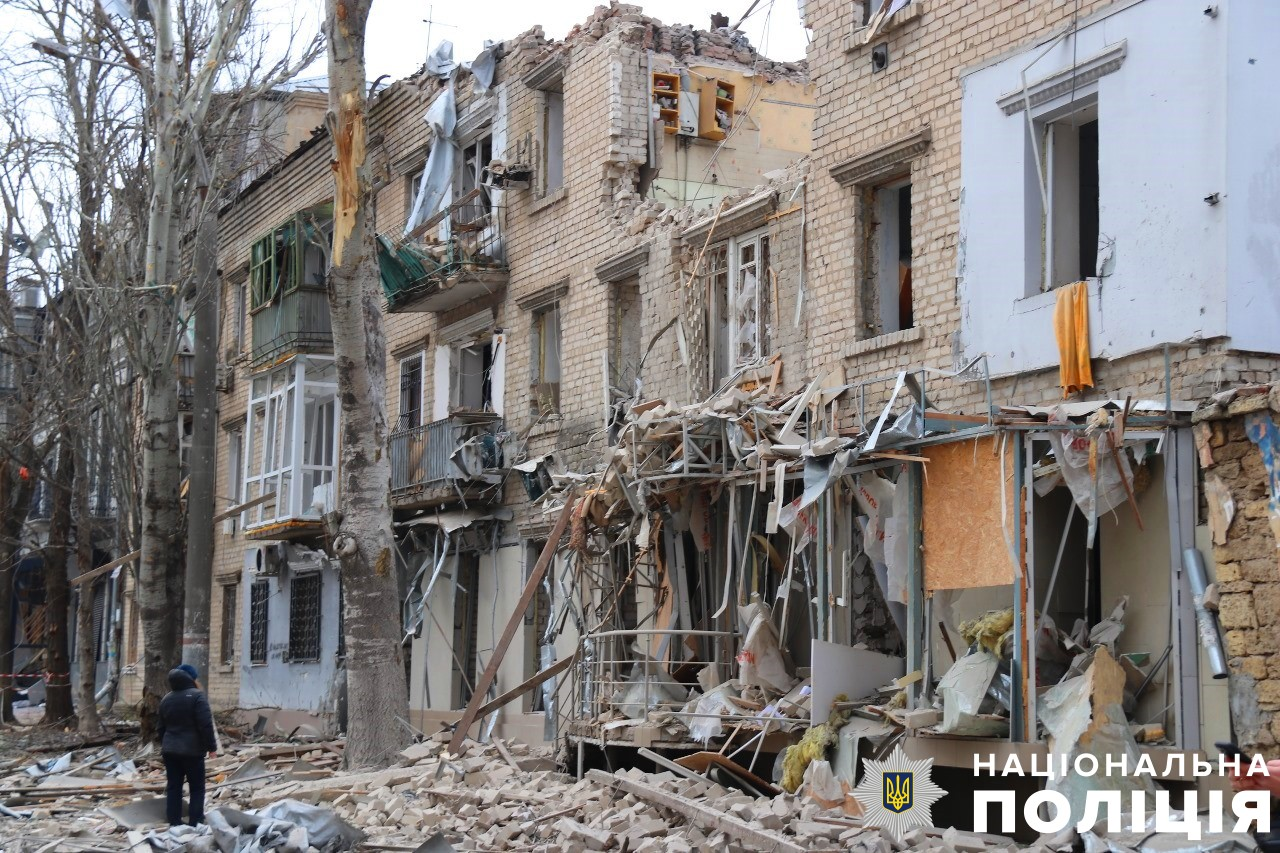
俄軍襲擊赫爾松州後

烏克蘭空軍表示，午夜至凌晨期間，俄羅斯從克拉斯諾達爾邊疆區的濱海阿赫塔爾斯克和俄佔克里米亞查烏達發射24架無人機，防空部隊分別在第聶伯羅彼得羅夫斯克、赫爾松、基洛沃赫拉德和哈爾科夫州擊落11架無人機。烏克蘭國營能源企業《烏克蘭電網》表示，俄羅斯使用無人機襲擊第聶伯羅彼得羅夫斯克州克里維里赫，並破壞一個變電站，導致該地區停電，113名礦工被困在兩個礦井中，全部礦工獲救。烏克蘭文化部表示，俄羅斯軍隊對赫爾松州18世紀歷史遺址卡緬安斯卡西奇進行3次襲擊，正評估受損情況。赫爾松州軍事管理局表示，俄羅斯軍隊襲擊貝里斯拉夫和因胡萊茨，至少造成3名平民受傷。另外，赫爾松州州長表示，俄羅斯軍隊對赫爾松市中心發動空襲，至少造成2名平民受傷。
烏克蘭武裝部隊總參謀部表示，自全面入侵以來，俄羅斯在烏克蘭損失387,060名士兵，過去一天俄羅斯部隊有830人傷亡，累計損失6,331輛坦克、11,792輛裝甲戰鬥車輛、12,316輛車輛和油箱、9,274門火砲系統、978套多管火箭系統、663套防空系統、332架飛機、324架直升機、7,146架無人機、1,845枚巡弋飛彈、24艘船隻和1艘潛艇等。烏克蘭空軍發言人表示，1月31日晚，烏克蘭使用多枚遠程導彈攻擊俄佔克里米亞塞瓦斯托波爾附近的貝爾貝克軍用機場，至少損壞3架俄羅斯軍用飛機。
烏克蘭南部作戰司令部發言人表示，目前有7萬多名俄羅斯人員駐紮在俄佔赫爾松和俄佔扎波羅熱的第聶伯河東岸。烏克蘭軍隊喬治亞國家軍團表示，有2名喬治亞籍士兵陣亡，自全面戰爭開始以來，至少有59名喬治亞籍士兵喪生。
俄羅斯外交部譴責厄瓜多爾將舊款俄製武器移交美國，再提供烏克蘭，以換取2億美元現代裝置的決定。
烏克蘭外交部發言人表示，烏克蘭外交部向尼加拉瓜發出抗議照會，抗議俄佔克里米亞代表團訪問當地，並簽署經濟合作協議和雙城協議。
烏克蘭國家安全局表示，法院凍結已叛逃至俄羅斯的前親俄國會議員奧列格·察廖夫，價值近1,340萬美元的房地產，察廖夫涉嫌協助俄羅斯的侵略行動。烏克蘭國防部表示，因應上月國家安全局公布的4,000萬美元採購貧腐案，暫停軍事技術政策、軍備和軍事裝備發展部代理主任托馬斯·納庫爾職務。
烏克蘭頓涅茨克警方表示，過去一週，從頓涅茨克州遭俄軍圍困的阿瓦迪夫卡郊區疏散100多名平民。
烏克蘭人道主義非政府組織「拯救烏克蘭」表示，成功從俄佔赫爾松和俄佔扎波羅熱救出4名烏克蘭兒童，其中最小的不到1歲。
加拿大外交部長趙美蘭到訪烏克蘭首都基輔，會見烏克蘭總統澤連斯基和烏克蘭外交部長等官員，雙方討論對烏克蘭的持續支援、實施和平計劃的步驟、為烏克蘭制定安全承諾體系以及遭俄羅斯綁架的烏克蘭兒童重返家園的國際工作等議題。另外，加拿大國防部證實，正考慮將83,303枚退役的CRV7航空火箭彈轉交烏克蘭。
立陶宛國防部表示，立陶宛向烏克蘭交付引爆系統和數千發反坦克榴彈發射器彈藥。保加利亞國防部長表示，保加利亞向烏克蘭提供的100輛裝甲車，已經正在前往烏克蘭途中。德國聯邦議院通過德國政府本年度預算，當中包括82億美元對烏克蘭的援助。
波蘭總統杜達在接受採訪時表示，相信烏克蘭將能夠奪回俄羅斯佔領的頓巴斯地區領土，但不肯定是否能夠解放克里米亞。烏克蘭駐波蘭大使隨即表示，克里米亞屬於烏克蘭，現在和將來都是。波蘭外交部長則表示，波蘭始終承認國際社會承認的烏克蘭邊界。

## 2月3日

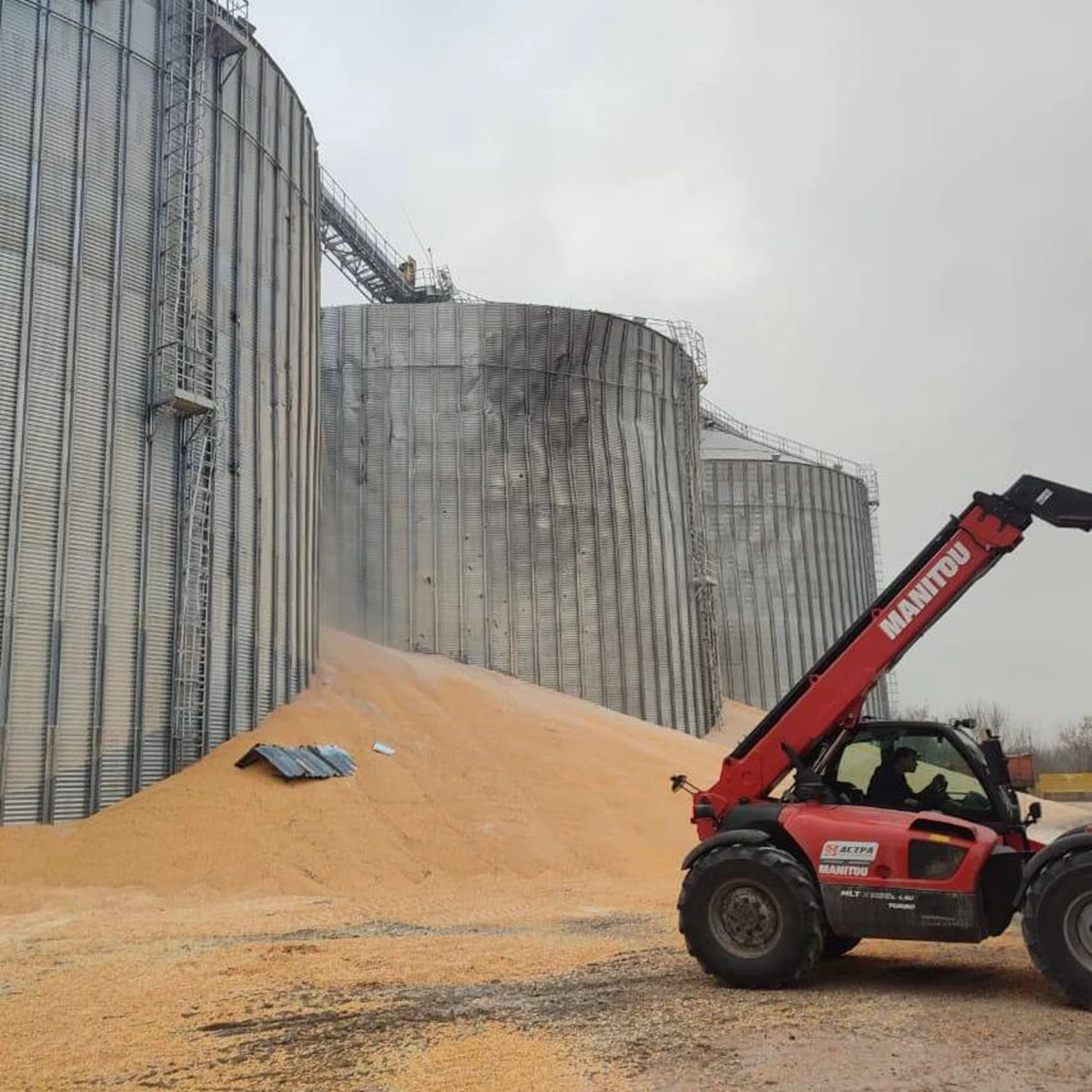
俄羅斯襲擊並損壞波爾塔瓦州一個糧食筒倉

烏克蘭空軍表示，午夜至凌晨期間，俄羅斯從克拉斯諾達爾邊疆區的普莫爾斯克-阿克哈塔爾斯科和俄佔克里米亞查烏達發射14架無人機，防空部隊分別在第聶伯羅彼得羅夫斯克、敖德薩、米科拉夫和日託米爾州擊落9架無人機，另外從俄羅斯別爾哥羅德地區向烏克蘭發射至少2枚Kh-59導彈。第聶伯羅彼得羅夫斯克州軍事管理局局長表示，俄軍無人機擊中1個能源基礎設施，導致克里維里赫市連續第2日停電。波爾塔瓦州州長表示，俄羅斯襲擊並損壞該州一個糧食筒倉，破壞當中部分糧食收成。
烏克蘭武裝部隊總參謀部表示，自全面入侵以來，俄羅斯在烏克蘭損失387,940名士兵，過去一天俄羅斯部隊有880人傷亡，累計損失6,341輛坦克、11,805輛裝甲戰鬥車輛、12,352輛車輛和油箱、9,300門火砲系統、979套多管火箭系統、663套防空系統、332架飛機、324架直升機、7,161架無人機、1,847枚巡弋飛彈、24艘船隻和1艘潛艇等。在过去24小时内，前线地区发生45次战斗。乌克兰空军、火箭炮和炮兵部队对俄军十多处人员、武器和军事装备集中区实施了打击，摧毁俄军1门火炮。
俄罗斯国防部表示，在1月27日至2月3日这一周中，俄军用精确武器和无人机对乌克兰武装部队决策中心、军工设施、军用机场基础设施、军火库和燃料基地进行了37次集体打击，摧毁乌军西方造防空导弹系统发射器等装备。乌克兰武装部队、外国雇佣军据点也遭到打击。
俄羅斯國防部稱，凌晨時分，防空部隊在別爾哥羅德州、伏爾加格勒州及羅斯托夫州共擊落4架無人機。
俄羅斯伏爾加格勒州州長表示，多架烏克蘭無人機攻擊該州盧克石油的一個煉油廠，而即便防空系統擊退部分無人機，但煉油廠仍然起火。該煉油廠為俄羅斯南部聯邦管區最大的石油產品生產商，產能約為1,480萬噸。 據《烏克蘭真理報》引述烏軍消息報道，烏克蘭安全局進行此次襲擊，而當中兩架無人機襲擊了主要煉油設施。
俄佔盧甘斯克官員表示，乌军炮击摧毁俄佔利西昌斯克一家面包店，造成28人死亡。
烏克蘭國防部情報總局表示，俄羅斯空軍Tu-95戰略轟炸機機組長奧列格·斯特加喬夫在俄羅斯薩拉托夫州恩格斯城遭到槍殺，情報總局並未承認責任，但表示斯特加喬夫曾在恩格斯空軍基地服役，並直接參與對烏克蘭平民的襲擊，而一切報復等待著所有戰犯。
烏克蘭地面部隊指揮官亞歷山大·瑟爾斯基訪問正遭俄軍猛烈攻擊的哈爾科夫州庫皮揚斯克，聽取指揮官報告，並討論俄羅斯行動的可能情況以及收集到的情報。
俄羅斯獨立媒體Mediazona與BBC新聞俄語根據公共來源，包括訃告、親屬、地區媒體和地方當局的報道，證實自2022年2月俄羅斯全面入侵烏克蘭以來，喪生的43,460名俄羅斯士兵名字，並明確表示，實際數字可能更高。
愛沙尼亞國防部表示，愛沙尼亞最新一批援助計劃，將向烏克蘭提供標槍反坦克導彈、彈藥和其他軍事援助。

## 2月4日
烏克蘭頓涅茨克州州長表示，俄羅斯對頓涅茨克州託雷茨克發動炮擊，至少造成1名平民死亡，2名平民受傷。
烏克蘭武裝部隊總參謀部表示，自全面入侵以來，俄羅斯在烏克蘭損失388,750名士兵，過去一天俄羅斯部隊有810人傷亡，累計損失6,343輛坦克、11,818輛裝甲戰鬥車輛、12,393輛車輛和油箱、9,331門火砲系統、979套多管火箭系統、663套防空系統、332架飛機、324架直升機、7,173架無人機、1,847枚巡弋飛彈、24艘船隻和1艘潛艇等。烏克蘭武裝部隊聯合部隊指揮官謝爾蓋·納耶夫表示，下午6時20分烏克蘭蘇米州領土防衛軍成功擊退1個試圖越境進入烏克蘭的俄羅斯破壞和偵察小組。烏克蘭第26砲兵旅新聞官奧列赫·卡拉什尼科夫表示，烏克蘭軍隊在頓涅茨克州克利斯奇夫卡村附近取得進展。
俄羅斯别尔哥罗德州州长表示，乌克兰分別袭击两个边境村庄。
烏克蘭總統澤連斯基到訪2023年8月才收復的扎波羅熱州前線小鎮羅博季涅附近的烏克蘭第65機械化旅陣地，慰問並聽從匯報。另外，澤連斯基在接受義大利媒體Rai1訪問時表示，考慮更換包括軍方在內多名高層。烏克蘭總統辦公室宣佈，總統澤倫斯基任命曾遭俄羅斯綁架及後釋放的流亡梅利托波爾市長伊萬·費多羅夫為扎波羅熱州州長。
烏克蘭國防部情報總局局長表示，情報總局在1日晚使用6架無人艇，擊沉俄羅斯海軍黑海艦隊導彈艦「伊萬諾維茨號」。
烏克蘭希羅式摔角聯合會主席表示，32歲的烏克蘭世界和歐洲冠軍奧列克桑德·比洛克恩在前線行動中陣亡。

## 2月5日
烏克蘭當局表示，截至5日上午9時，俄羅斯在過去24小時內，一共襲擊9個州，包括聶伯彼得羅夫斯克州、哈爾科夫州、盧甘斯克州、扎波羅熱州、蘇梅州、切爾尼戈夫州、尼古拉耶夫州、赫爾松州和頓涅茨克州，至少造成1名平民死亡，5名平民受傷。烏克蘭內政部長表示，俄羅斯中午左右對南部城市赫爾松發動襲擊，至少造成4名平民死亡，1名平民受傷。烏克蘭蘇梅州政府表示，俄羅斯軍隊於晚上對蘇梅州沃羅日巴發動火箭彈襲擊，至少造成1名平民死亡，2名平民受傷。
烏克蘭武裝部隊總參謀部表示，自全面入侵以來，俄羅斯在烏克蘭損失389,560名士兵，過去一天俄羅斯部隊有810人傷亡，累計損失6,348輛坦克、11,822輛裝甲戰鬥車輛、12,412輛車輛和油箱、9,349門火砲系統、979套多管火箭系統、664套防空系統、332架飛機、324架直升機、7,173架無人機、1,848枚巡弋飛彈、24艘船隻和1艘潛艇等。
俄羅斯布良斯克州州長表示，防空部隊擊落2架飛越布良斯克州的無人機。
俄佔盧甘斯克地區負責人表示，在2月3日烏克蘭對俄佔利西昌斯克的襲擊中，俄佔盧甘斯克地區緊急情況部門負責人阿列克謝·波捷列先科在襲擊中喪生。
烏克蘭總統澤連斯基於向烏克蘭議會提交提案，將2月14日到期的戒嚴令和動員令，再延長90天，若提案通過，戒嚴令和動員令將延長至5月14日。另外，總統澤連斯基到訪烏克蘭中部的第聶伯羅彼得羅夫斯克州和基洛沃赫拉德州，會見平民和軍方。烏克蘭內政部長表示，俄羅斯軍隊上週對烏克蘭發動1500多次襲擊，比前幾周增加近25%，其中上週有570多個定居點遭到襲擊，大部分位於扎波羅熱州，共造成12名平民死亡，60名平民受傷。烏克蘭退伍軍人事務部長尤利婭·拉普蒂娜表示，已向烏克蘭議會提交辭呈。
烏克蘭國家安全局表示，拘留5名烏克蘭居民，涉嫌從事間諜活動，將設施資料和烏克蘭軍方的活動，向俄羅斯聯邦安全局傳遞。另外，國家安全局表示，拘留1名烏克蘭最高法院職員，涉嫌支持俄羅斯入侵，曾表示烏克蘭應將敖德薩和赫爾松地區移交給俄羅斯，並希望俄羅斯佔領更多烏克蘭領土，包括利沃夫。
烏克蘭赫爾松州州長表示，成功將2名烏克蘭少女從俄佔赫爾松地區帶回烏克蘭。赫爾松州軍事管理局表示，2名法國志願者在2月1日俄羅斯的襲擊中死亡，政府決定外國志願者、非政府組織工作人員和大使館工作人員在未經當局許可的情況下禁止進入赫爾松州部分地區。
烏克蘭聯合部隊指揮官謝爾蓋·納耶夫表示，烏克蘭預計將從盟國進一步的軍事援助計畫中接收射程300至500公里的飛彈和F-16戰鬥機。烏克蘭國防部情報總局局長表示，希望加拿大能夠向烏克蘭移交超過83,000枚準備退役的CRV7航空火箭彈。
荷蘭國防部長宣佈，計劃在烏克蘭飛行員完成飛行訓練等安排後，再向烏克蘭提供6架F-16戰鬥機，累計荷蘭將會向烏克蘭提供24架F-16戰鬥機。
格鲁吉亚国家安全局声称攔截了从乌克兰运往俄罗斯的爆炸物，并称一名格鲁吉亚籍乌克兰公民與此事有關。
據烏克蘭媒體《基輔郵報》報道，烏克蘭特種部隊襲擊位於蘇丹的一支瓦格納集團部隊，擊斃多人。據被公開的影片，至少一名瓦格納成員被俘虜及審訊。
烏克蘭調查平台「Bihus.Info」表示，旗下員工遭到烏克蘭國家安全局非法監控，包括在酒店房間安裝攝錄和錄音設備，已向國家警察報案。平台曾經揭發烏克蘭國防部貪腐案，平台亦指控監控行動由烏克蘭國家安全局國家安全部負責，而該部門主管在1月31日遭總統澤連斯基解僱。烏克蘭國家安全局表示，會就事件進行調查。

## 2月6日

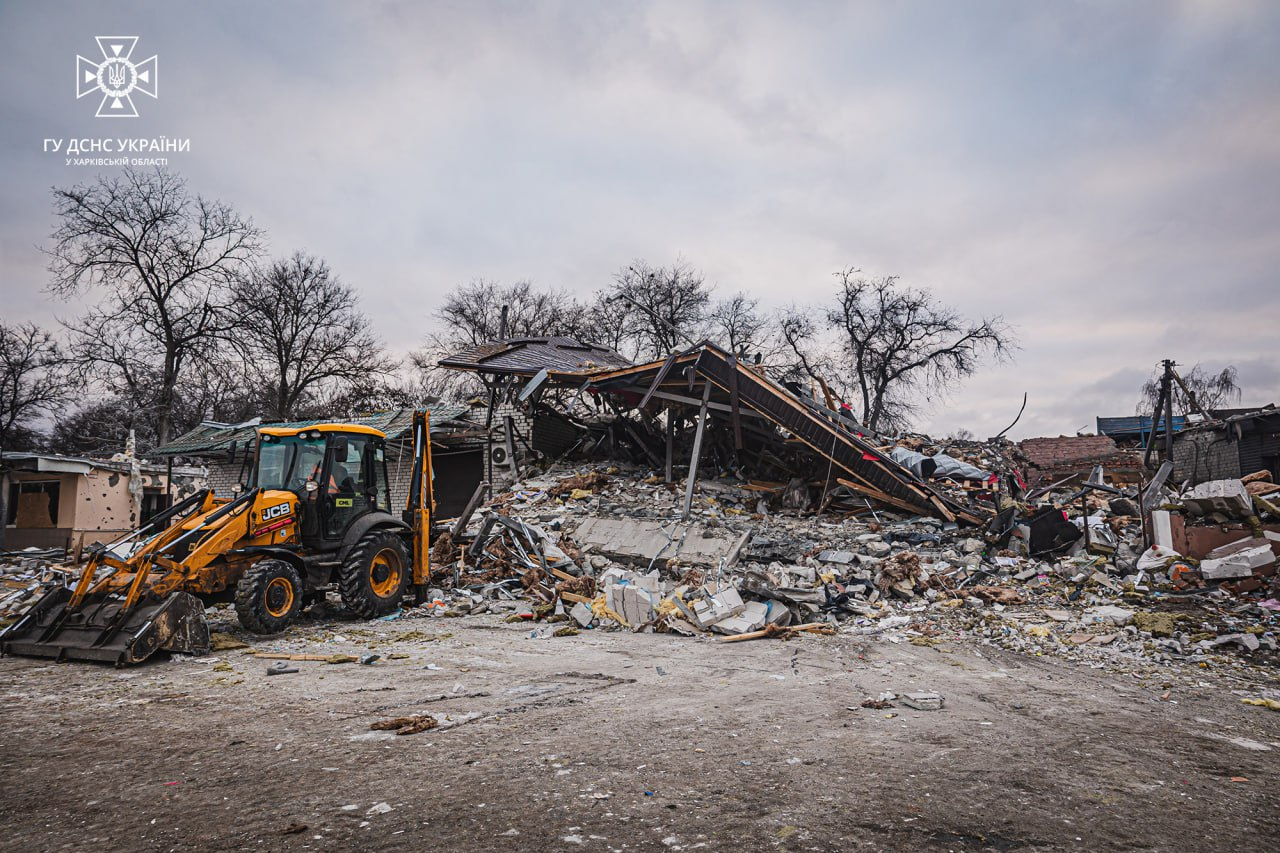
俄羅斯軍隊使用S-300導彈襲擊哈爾科夫州佐洛奇夫一家三層高酒店後

烏克蘭當局表示，截至6日上午9時，俄羅斯在過去24小時內，一共襲擊9個州，包括第聶伯羅彼得羅夫斯克州、哈爾科夫州、盧甘斯克州、扎波羅熱州、蘇梅州、切爾尼戈夫州、尼古拉耶夫州、赫爾松州和頓涅茨克州，至少造成7名平民死亡，10名平民受傷。烏克蘭哈爾科夫州州長表示，俄羅斯軍隊凌晨使用S-300導彈襲擊哈爾科夫州佐洛奇夫一家三層高酒店，至少造成1名兩個月大男嬰死亡，3名平民受傷。烏克蘭赫爾松州軍事管理局表示，俄羅斯早上襲擊赫爾松州託卡裡夫卡，至少造成2名平民受傷。第聶伯羅彼得羅夫斯克州州長表示，俄羅斯軍隊向馬哈發射1架無人機，至少造成2名平民受傷。
烏克蘭武裝部隊總參謀部表示，自全面入侵以來，俄羅斯在烏克蘭損失390,580名士兵，過去一天俄羅斯部隊有1,020人傷亡，累計損失6,365輛坦克、11,857輛裝甲戰鬥車輛、12,453輛車輛和油箱、9,367門火砲系統、979套多管火箭系統、665套防空系統、332架飛機、324架直升機、7,173架無人機、1,848枚巡弋飛彈、24艘船隻和1艘潛艇等。烏克蘭軍事管理部門負責人表示，頓涅茨克州被三面圍困的前線城鎮阿夫迪伊夫卡周圍的局勢正在變得「非常困難」，甚至在一些地區十分危急。烏克蘭國防部表示，烏克蘭特種作戰部隊在克里米亞海岸外一個俄羅斯佔領的鑽井平臺上進行一次軍事行動，成功奪取俄軍的雷達和無人機系統裝置。
俄羅斯國防部聲稱，防空部隊在別爾哥羅德州擊落7架無人機，有四座房屋受損。
俄羅斯國營傳媒報道，俄羅斯煉油廠業務在2024年1比上年同期減少4%，部分原因是「無人機襲擊增加」。
烏克蘭國家安全局表示，拘留5名個人烏克蘭情報部門前任和現任官員，涉嫌將有關烏克蘭軍事和戰略重要能源設施的情報傳遞給俄羅斯聯邦安全局。烏克蘭反腐敗高等法院宣布，將全面入侵而遭到制裁的俄羅斯寡頭愛德華·胡達伊納托夫在烏克蘭，價值1300萬美元的石油公司股份收歸國有。
烏克蘭議會通過提案，將2月14日到期的戒嚴令和動員令，再延長90天，至5月14日。
烏克蘭議會通過決議，要求傳召烏克蘭國家安全局局長瓦西里·馬柳克，解釋關於烏克蘭調查平台「Bihus.Info」遭到國家安全局監控的醜聞。烏克蘭司法部長則表示，政府需要對國內安全部門的行動進行更密切的監督。烏克蘭總檢察長辦公室表示，鑑於懷疑有執法人員參與特定刑事犯罪，有關的調查由國家調查局負責，因此原本由國家安全局就事件進行的內部調查，將改由國家調查局負責。
歐盟理事會新聞處表示，歐洲議會和歐盟理事會已經就向烏克蘭提供540億美元援助的融資機制達成初步協議，預計分為分為355億美元貸款和183億美元贈款。
俄羅斯獨立民意調查組織「列瓦達中心」表示，最新一次民意調查發現，77%俄羅斯受訪者支持對烏克蘭的全面戰爭，只有16%的受訪者表明反對，絕大多數受訪者認為俄羅斯最終將在戰爭中取得勝利，亦有超過50%的受訪者表示贊成舉行和平談判，約66%受訪者認為俄羅斯為參與戰爭付出太高的代價，只有31%的受訪者表示，俄羅斯對烏克蘭平民死亡和破壞負有道德責任，22%受訪者表示，在烏克蘭發動全面戰爭是一個錯誤。

## 2月7日
烏克蘭空軍表示，凌晨6時左右向烏克蘭全境發出防空警報，多架俄軍Tu-95戰略轟炸機從俄羅斯摩爾曼斯克地區起飛。其後空軍表示，俄羅斯軍隊從俄佔克里米亞喬達發射約20架無人機，從俄羅斯薩拉托夫州和里海的恩格斯空軍基地起飛的10架Tu-95MS轟炸機上發射29枚Kh-101/555/55巡航飛彈，從俄佔塞瓦斯托波爾和庫爾斯克起飛的Tu-22M3轟炸機發射4枚Kh-22巡航飛彈，從黑海發射3枚「口徑」飛彈，從克里米亞和沃羅涅日發射3枚伊斯坎德爾彈道飛彈，其中防空系統擊落俄羅斯發射的64件飛行武器中的44枚，包括29枚飛彈和15架無人機。
烏克蘭當局表示，俄羅斯對烏克蘭發動大規模襲擊，包括基輔、利沃夫、尼古拉耶夫、第聶伯羅彼得羅夫斯克和哈爾科夫州成為目標，襲擊在各地區至少造成5名平民死亡，50多名平民受傷。烏克蘭基輔市軍事管理局表示，防空部隊在基輔上空擊落近20枚俄羅斯導彈，仍有建築物起火，部分地區停電，至少造成3名平民死亡，16名平民受傷。利沃夫州州長表示，多枚俄羅斯巡航導彈飛往利沃夫，其中德羅霍比奇一個工業設施遭擊中起火，沒有傷亡報告。哈爾科夫州州長表示，俄羅斯軍隊在當地時間早上6點左右分別4次襲擊哈爾科夫市斯洛比茨基，至少造成3名平民受傷，其中哈爾科夫州警察調查部門表示，俄羅斯清晨向哈爾科夫發射的5枚導彈中，有2枚由北韓製造。尼古拉耶夫州長表示，俄羅斯軍隊對尼古拉耶夫州發動導彈和無人機襲擊，約40棟住宅樓受損，至少造成1名平民死亡，12名平民受傷。第聶伯羅彼得羅夫斯克州州長表示，俄羅斯軍隊使用無人機襲擊馬哈，至少造成2名平民受傷。
烏克蘭武裝部隊總參謀部表示，自全面入侵以來，俄羅斯在烏克蘭損失391,470名士兵，過去一天俄羅斯部隊有890人傷亡，累計損失6,372輛坦克、11,879輛裝甲戰鬥車輛、12,486輛車輛和油箱、9,387門火砲系統、980套多管火箭系統、665套防空系統、332架飛機、324架直升機、7,177架無人機、1,849枚巡弋飛彈、24艘船隻和1艘潛艇等。
俄羅斯國防部表示，下午4時30分左右，烏克蘭軍隊使用多管火箭發射系統炮擊別爾哥羅德市。別爾哥羅德州長表示，防空系統擊落7枚射彈，碎片仍至少造成2名平民受傷。
烏克蘭總統澤連斯基表示，向清晨俄軍大規模襲擊中喪生和受傷的人表示哀悼和慰問，並指烏克蘭肯定會對俄羅斯進行報復，恐怖分子將永遠面臨其行動的後果。
烏克蘭議會一讀通過最新版本的動員法案，法案圍繞更新徵兵的法律框架，以便在2024年加強動員。另外，議會在沒有反對下，通過及批准尤利婭·拉普蒂娜辭去退伍軍人事務部長職務。
烏克蘭國家安全局新聞處表示，國家安全局拘留1名烏克蘭公民，涉嫌充當俄羅斯情報部門線人，監視烏克蘭軍隊並協助俄羅斯在1月6日襲擊頓涅茨克州民用基礎設施，最終造成6名平民死亡，包括2名兒童。
俄羅斯傳媒報道，俄羅斯當局將烏克蘭國防部情報總局局長基里洛·布達諾夫、空軍總司令尼古拉·奧列修克和海軍總司令阿列克西·涅伊日帕帕，列入「恐怖分子和極端分子」名單。
烏克蘭總統辦公室表示，總統澤連斯基在基輔會晤歐盟外交和安全政策高級代表博雷利，討論基輔和歐盟之間的安全合作以及向烏克蘭交付彈藥等議題。烏克蘭總理什梅加爾亦會見博雷利並表示，歐盟目標在2024年底向烏克蘭提供100多萬枚炮彈。
非牟利智庫「戰爭研究所」表示，俄羅斯克里姆林宮對烏克蘭及其盟友持續使用核武器威脅，是為了阻止西方對烏克蘭的援助。
國際原子能總署署長格羅西到訪烏克蘭南部俄佔扎波羅熱核電站，檢查核電站的冷卻系統狀態，並評估是否可以在減少員工的情況下繼續運作。
俄羅斯國營傳媒「塔斯社」報道，晚上在俄羅斯烏德穆爾特共和國的沃特金斯克武器工廠發生大規模爆炸，該工廠負責生產核武器部件和彈道導彈，包括RS-24亞爾斯洲際彈道導彈，根據報道爆炸是因火箭發動機的預定測試造成。

## 2月8日
烏克蘭空軍表示，俄羅斯軍隊從俄佔克里米亞喬達發射11架無人機，防空系統分別在尼古拉耶夫、敖德薩、文尼察和第聶伯羅彼得羅夫斯克州，擊落全部無人機。烏克蘭赫爾松州軍事管理局表示，俄羅斯軍隊襲擊赫爾松附近的羅馬什科夫，至少造成1名平民受傷。頓涅茨克州長表示，俄羅斯對阿夫迪伊夫卡發動炮擊，至少造成1名平民死亡。
烏克蘭武裝部隊總參謀部表示，自全面入侵以來，俄羅斯在烏克蘭損失392,380名士兵，過去一天俄羅斯部隊有910人傷亡，累計損失6,383輛坦克、11,899輛裝甲戰鬥車輛、12,513輛車輛和油箱、9,411門火砲系統、980套多管火箭系統、666套防空系統、332架飛機、325架直升機、7,191架無人機、1,880枚巡弋飛彈、24艘船隻和1艘潛艇等。烏克蘭軍方塔夫里亞作戰戰略小組指揮官表示，烏克蘭軍隊7日在頓涅茨克州阿瓦迪夫卡附近擊落1架俄羅斯Ka-52攻擊直升機。
戰爭研究所表示，俄軍在阿夫迪伊夫卡取得進展。俄羅斯Telegram頻道表示，俄軍嘗試推進至據稱被烏軍用作補給綫的Hrushevskoho街，並成功佔領長達1400米的鐵路綫。阿夫迪伊夫卡市長巴拉巴什表示，戰況十分激烈嚴峻。
俄羅斯别尔哥罗德州州长表示，乌克兰分別两次袭击該州，造成六人受伤。
烏克蘭總統澤連斯基簽署法令，解除瓦列里·扎盧日內之烏克蘭武裝部隊總司令一職，任命亞歷山大·瑟爾斯基替代其職位。
俄羅斯總統普京自俄烏戰事爆發後，首次接受西方傳媒訪問，在莫斯科會晤美國獨立傳媒人卡爾森，專訪逾2小時，聚焦俄烏戰事等議題。普京表示，俄羅斯沒有拒絕談判，亦願意談判，但西方拒絕談判，而烏克蘭顯然已經是美國附庸國，並強調美國要停止向烏克蘭提供武器，俄方才考慮談判，又指「去納粹化」，即禁止新納粹運動，是俄羅斯出兵烏克蘭的目標之一，但暫時未實現，直言俄方會為利益奮戰到底，但無意將戰事範圍擴大到波蘭、拉脫維亞等北約成員國，除非俄羅斯受到相關國家攻擊。
烏克蘭陸軍總司令亞歷山大·瑟爾斯基到訪巴赫穆特前線地區視察，並表示俄羅斯軍隊正試圖使用小型攻擊小組進行進攻，並附以無人機和大炮支援，突破察蘇夫雅附近的防線。
烏克蘭國家安全局表示，分別在基輔、文尼察和扎卡帕提亞州發現3個「親俄羅斯地下團體」的武器和彈藥藏匿處，包括發現俄羅斯榴彈發射器、超過15公斤的帶電子雷管的炸藥和自動武器。烏克蘭國家調查局表示，早前被控叛國罪的親俄前烏克蘭國會議員內斯特·舒弗里奇，再度被指控資助俄佔克里米亞的國民警衛隊。
烏克蘭總統澤倫斯基表示，100名烏克蘭戰俘獲得釋放，包括烏克蘭武裝部隊、國家警察、國民警衛隊和邊防警衛隊成員，部分曾參與馬里烏波爾保衞戰。俄羅斯國防部則表示，100名俄羅斯軍人已獲釋。
烏克蘭國家抵抗中心表示，俄羅斯在俄佔扎波羅熱地區為烏克蘭青少年建立軍營和「再教育營」，青少年將接受槍支和工程培訓以及俄羅斯的愛國主義教育，為在俄羅斯軍隊服役做準備。
烏克蘭多個人權組織調查後公布，俄羅斯17個軍事單位參與馬裡烏波爾圍城戰，至少造成8000人喪生，數字不包括亂葬坑中的屍體，10名指揮官包括俄羅斯總統普京，國防部長紹伊古等，需為在馬裡烏波爾犯下的戰爭罪行負指揮責任。
俄羅斯中央選舉委員會公布，下月15至17日舉行總統選舉，將會有4人角逐總統，包括以獨立候選人身份參選的現任總統普京、自由民主黨領袖斯盧茨基、新人民黨提名的達萬科夫以及俄羅斯共產黨提名的哈里托諾夫，亦是自2008年以來最少候選人的大選，而反戰的俄羅斯公民倡議黨納傑日金則因提名問題，遭委員會取消參選資格。

## 2月9日
烏克蘭當局表示，截至9日上午9時，俄羅斯在過去24小時內，一共襲擊10個州，包括聶伯彼得羅夫斯克州、哈爾科夫州、盧甘斯克州、扎波羅熱州、蘇梅州、切爾尼戈夫州、尼古拉耶夫州、敖德薩州、赫爾松州和頓涅茨克州，至少造成4名平民死亡，12名平民受傷。烏克蘭空軍表示，俄羅斯軍隊從俄佔克里米亞喬達和俄羅斯庫爾斯克地區發射16架無人機，防空系統分別在尼古拉耶夫、赫爾松和哈爾科夫州，擊落10架無人機。蘇梅地區檢察官辦公室表示，俄羅斯分別對蘇梅州尤納基夫卡、霍廷和米科拉伊夫投擲7枚KAB制導式炸彈，至少造成3名平民死亡，4名平民受傷。赫爾松州地區政府表示，俄羅斯軍隊對赫爾松州貝里斯拉夫市發動空襲，至少造成1名平民受傷。敖德薩州州長表示，俄羅斯無人機襲擊敖德薩市，至少造成1名平民受傷。
烏克蘭武裝部隊總參謀部表示，自全面入侵以來，俄羅斯在烏克蘭損失393,290名士兵，過去一天俄羅斯部隊有910人傷亡，累計損失6,385輛坦克、11,921輛裝甲戰鬥車輛、12,551輛車輛和油箱、9,435門火砲系統、981套多管火箭系統、666套防空系統、332架飛機、325架直升機、7,209架無人機、1,881枚巡弋飛彈、24艘船隻和1艘潛艇等。
俄羅斯國防部表示，防空系統在庫爾斯克州上空擊落2架烏克蘭無人機，在布良斯克州上空擊落5架，在奧爾洛夫州上空擊落4架，在克拉斯諾達爾邊疆區上空擊落2架烏克蘭無人機，在黑海上空擊落6架。據《烏克蘭真理報》引述烏軍消息報道，無人機襲擊由烏克蘭國家安全局策劃，並襲擊了俄羅斯克拉斯諾達爾邊疆區伊利斯基和阿菲普斯基的兩座煉油廠，導致起火。
烏克蘭總統澤倫斯基向前烏克蘭武裝部隊總司令瓦列里·扎盧日內及烏克蘭國防部情報總局局長基里洛·布達諾夫授予烏克蘭英雄勛章。另外，總統澤倫斯基在晚間講話中宣佈，應新任總司令亞歷山大·西爾斯基要求，任命阿納托利·巴希萊維奇少將取代謝爾蓋·沙普塔拉中將出任總參謀長。烏克蘭政府任命曾參與頓巴斯戰爭並獲授予烏克蘭英雄勛章的退役老兵，亞歷山大·波克洪為代理退伍軍人事務部長。
烏克蘭國防部長烏梅羅夫與新任烏克蘭武裝部隊總司令亞歷山大·瑟爾斯基，舉行首次會議，討論2024年烏克蘭武裝部隊的計劃。
烏克蘭國家安全與國防事務委員會秘書兼烏克蘭最高統帥部協調人阿列克西·丹尼洛夫表示，可以十分肯定在1月24日墜毀在俄羅斯別爾哥羅德州的Il-76運輸機上，沒有烏克蘭戰俘。
烏克蘭國家安全局與國家調查局共同表示，對1名前烏克蘭國家安全局官員進行缺席指控，該名官員被指控協助俄軍在俄佔梅利託波爾綁架和折磨當地居民。
有烏克蘭士兵聲稱，俄軍疑似在前線使用美國SpaceX的星鏈衛星通訊系統，並透過杜拜運送地面接收設備。
美國總統拜登在白宮與到訪的德國總理朔爾茨會面，商討援助烏克蘭問題。拜登表示，必須現在通過國家安全開支議案，但眾議院議員有些不太願意，美國國會未能夠通過，不支持烏克蘭是近乎刑事疏忽，是令人憤慨的。朔爾茨則表示，沒有美國和歐洲國家的支持，烏克蘭沒有希望守護國土，促請美國國會盡快通過援助烏克蘭議案。
芬蘭國防部宣佈，芬蘭批准第22次援助烏克蘭國防計劃，價值約2.05億美元。

## 2月10日
烏克蘭空軍表示，俄羅斯軍隊從俄佔克里米亞喬達和俄羅斯庫爾斯克地區發射31架無人機，防空系統在敖德薩和哈爾科夫州共擊落23架無人機。烏克蘭敖德薩州政府表示，無人機殘骸擊中敖德薩及伊茲梅爾的港口設施，導致4人受傷。烏克蘭哈爾科夫州檢察官辦公室表示，俄羅斯襲擊哈爾科夫一個加油站，引發大火，焚燒15棟住宅，並至少造成7名平民死亡，包括3名兒童，3名平民受傷，包括2名兒童在內的50多名居民疏散。赫爾松州州長表示，俄羅斯軍隊襲擊赫爾松州託卡裡夫卡，至少造成1名平民死亡，2名平民受傷。
烏克蘭武裝部隊總參謀部表示，自全面入侵以來，俄羅斯在烏克蘭損失394,270名士兵，過去一天俄羅斯部隊有980人傷亡，累計損失6,394輛坦克、11,942輛裝甲戰鬥車輛、12,579輛車輛和油箱、9,459門火砲系統、981套多管火箭系統、666套防空系統、332架飛機、325架直升機、7,235架無人機、1,881枚巡弋飛彈、24艘船隻和1艘潛艇等。
烏克蘭總統澤連斯基譴責俄羅斯對哈爾科夫州的襲擊，表示恐怖不能不受到懲罰，俄羅斯必須對其毀壞和摧毀的每一條生命負責。另外，總統澤連斯基與法國總統馬克龍進行「非常積極和專注的電話通話」，討論烏克蘭的國防需求和政治局勢。澤連斯基表示，烏克蘭的防禦需求包括無人機、火炮、彈藥、電子戰能力和一系列防空系統，從行動式到遠端不等。澤連斯基亦在晚間講話中宣佈，對烏克蘭軍事主管層的更多撤換，任命總司令亞歷山大·瑟爾斯基的兩名新副手和總參謀阿納托利·巴爾吉列維奇的三名新副手。
烏克蘭總檢察長辦公室表示，在俄軍對哈爾科夫的襲擊中，擔任地區檢察官的奧爾哈·普蒂蒂娜和其丈夫，以及3名分別只有10個月、4歲和7歲的孩子喪生，總檢察長辦公室全體向其家人和朋友致以最誠摯的哀悼。
北約秘書長斯托爾滕貝格表示，西方不尋求與俄羅斯開戰，若普京在烏克蘭獲勝，不能保證俄羅斯的侵略不會蔓延到其他國家，因此仍然應該為可能持續幾十年的對抗做準備。

## 2月11日
烏克蘭空軍表示，俄羅斯軍隊從俄佔克里米亞和俄佔地區發射45架無人機，防空系統分別在基輔、文尼察、日托米爾、基洛沃赫拉德、尼古拉耶夫、切爾卡瑟、敖德薩、第聶伯羅和赫爾松州，擊落40架無人機。尼古拉耶夫地區官員表示，俄羅斯向尼古拉耶夫發動無人機襲擊，導致一個基礎設施起火，至少造成1名平民受傷。哈爾科夫州官員表示，哈爾科夫州遭到俄羅斯襲擊，造成1人死亡。赫爾松州州長表示，俄羅斯襲擊赫爾松州一個醫療設施，至少造成2名平民受傷。
烏克蘭武裝部隊總參謀部表示，自全面入侵以來，俄羅斯在烏克蘭損失395,200名士兵，過去一天俄羅斯部隊有930人傷亡，累計損失6,406輛坦克、11,956輛裝甲戰鬥車輛、12,592輛車輛和油箱、9,475門火砲系統、981套多管火箭系統、666套防空系統、332架飛機、325架直升機、7,257架無人機、1,881枚巡弋飛彈、24艘船隻和1艘潛艇等。
俄羅斯國防部表示，防空部隊在俄羅斯別爾哥羅德州梅斯基附近，擊落1架烏克蘭無人機。
烏克蘭總統澤倫斯基任命亞歷山大·帕夫柳克中將接替烏克蘭武裝部隊總司令亞歷山大·瑟爾斯基擔任為烏克蘭陸軍司令，任命伊霍爾·普拉胡塔少將擔任烏克蘭國土防禦部隊司令，任命伊霍爾·斯基比克準將接替馬克西姆·米爾霍羅德斯基擔任烏克蘭空降突擊軍司令，任命尤里·索多爾中將接替謝爾希·納耶夫擔任聯合部隊司令。另外，總統澤倫斯基表示，自2024年初以來，烏克蘭防空系統已經擊落359架伊朗製無人機。
烏克蘭軍方塔夫里亞作戰戰略小組指揮官表示，為了突襲頓涅茨克州阿瓦迪夫卡，俄羅斯部署多個裝甲和步兵部隊。烏克蘭國家安全與國防事務委員會秘書兼最高統帥部協調人表示，烏克蘭軍隊正面臨著「非常困難」的時刻，需要武器，並形容「等待」會影響前線的局勢，俄羅斯正在從北韓和伊朗接收武器，導致前線局勢發生變化。
英國國防部表示，俄羅斯對烏克蘭的全面戰爭可能導致俄羅斯的醫生短缺，多達3千名俄羅斯醫務人員可能被動員協助戰鬥醫療，而在2022年9月動員後，多達2%的醫療保健專業人員離開俄羅斯，俄羅斯22個地區缺乏醫生，另外7個地區缺乏率被評估為嚴重。
非牟利智庫「戰爭研究所」援引衛星影象和情報消息表示，俄佔頓涅茨克地區的俄羅斯部隊正在組裝一個長達30公里的火車車廂，被稱為「沙皇火車」屏障，可能旨此作為對抗烏克蘭軍隊前進的另一道防線，衛星影象顯示，從頓涅茨克市以南的奧列尼夫卡延伸到馬裡烏波爾以北的沃爾諾瓦卡的列車屏障，由2100多輛火車建造，距離目前在新米哈伊利夫卡前線約六公里。
烏克蘭國防部情報總局發言人安德烈·尤索夫證實俄軍在前線使用星鏈衛星通訊系統。美國民營航天製造商和太空運輸公司Space X創辦人馬斯克表示，Space X未曾向直接或間接向俄羅斯出售Starlink終端，Starlink不會連線到俄羅斯的裝置。
匈牙利總理奧爾班表示，烏克蘭應該成為俄羅斯和西方之間的「緩衝區」，西方盟友為烏克蘭提供安全保障，但不接受烏克蘭加入歐盟或北約。
摩爾多瓦邊境警察表示，摩爾多瓦當局在摩爾多瓦-烏克蘭邊境地區發現1架伊朗製無人機碎片，此前俄羅斯對烏克蘭敖德薩州發動大規模無人機襲擊。
美國有線電視新聞網援引多個訊息來源報道，俄羅斯軍隊招募1萬4千至1萬5千名尼泊爾人加入俄軍，參與對烏克蘭的作戰，並開設2個培訓中心，讓尼泊爾人和其他外國人在被部署到烏克蘭前線前，進行培訓，工資為2千美元，並能夠迅速獲得俄羅斯公民身份。
一架无人机在别尔哥罗德州上空被击落。

## 2月12日
烏克蘭當局表示，截至12日上午9時，俄羅斯在過去24小時內，一共襲擊12個州，包括文尼察州、基洛沃赫拉德州、聶伯彼得羅夫斯克州、赫梅利尼茨基州、哈爾科夫州、盧甘斯克州、扎波羅熱州、蘇梅州、切爾尼戈夫州、尼古拉耶夫州、赫爾松州和頓涅茨克州，至少造成6名平民受傷。烏克蘭空軍表示，俄羅斯軍隊從俄羅斯普里莫爾斯科-阿赫塔爾斯克發射17架無人機，防空系統分別在文尼察、基洛沃赫拉德、尼古拉耶夫、赫梅利尼茨基、第聶伯羅彼得羅夫斯克和扎波羅熱州，擊落 14架無人機，俄軍亦從俄佔扎波羅熱發射1枚Kh-59制導導彈，亦被防空系統擊落。
烏克蘭武裝部隊總參謀部表示，自全面入侵以來，俄羅斯在烏克蘭損失395,990名士兵，過去一天俄羅斯部隊有790人傷亡，累計損失6,416輛坦克、11,977輛裝甲戰鬥車輛、12,599輛車輛和油箱、9,481門火砲系統、981套多管火箭系統、666套防空系統、332架飛機、325架直升機、7,302架無人機、1,881枚巡弋飛彈、24艘船隻和1艘潛艇等。
烏克蘭總統澤連斯基簽署法律，將烏克蘭的戒嚴令和動員令延長90天，至2024年5月13日。
烏克蘭地區檢察官和執法機關表示，控告前烏克蘭警員德米特羅·馬蒙叛國罪，馬蒙在2022年俄羅斯佔領哈爾科夫後，逃到俄羅斯，涉嫌協助俄羅斯在2023年10月對哈爾科夫州赫羅扎的導彈襲擊，最終造成59名平民死亡。烏克蘭反腐敗高等法院下令，逮捕國防部負責武器採購的前部門負責人亞歷山大·利耶夫，涉嫌參與早前被揭發的4000萬美元炮彈採購貪污案有關。
烏克蘭基輔法醫專業研究所所長表示，初步調查結果顯示，俄羅斯自全面入侵開始以來，首次使用3M22鋯石高超音速巡航導彈襲擊烏克蘭。在2月7日對烏克蘭的大規模襲擊中，研究所在零件和碎片上的標記和識別，以及相關武器型別的特徵，初步證實俄羅斯使用1枚鋯石導彈，但認為武器不符合俄羅斯聲稱的技術特徵。
烏克蘭哈爾科夫州地區警察調查部門負責人表示，俄羅斯在2月10日夜間的無人機襲擊，導致哈爾科夫一個石油倉庫燃料洩漏，污染超過1萬平方米的土地，並且溢出到流經哈爾科夫的內梅什利亞河。
歐盟理事會通過決議，要求持有俄羅斯央行資產超過100萬歐元的金融機構，必須單獨核算因歐盟制裁而產生的資金結餘，並且單獨核算相應收入，金融機構不得處置由此產生的利潤，令歐盟日後可以利用俄羅斯央行資產產生的利潤，向烏克蘭提供援助。
美國眾議院議長約翰遜表示，不會支持參議院正在審議的950億美元的援助法案，法案包括對烏克蘭和以色列的資助，理由是該法案沒有解決美國南部邊境持續的危機。

## 2月13日
烏克蘭當局表示，截至13日上午9時，俄羅斯在過去24小時內，一共襲擊9個州，包括聶伯彼得羅夫斯克州、哈爾科夫州、盧甘斯克州、扎波羅熱州、蘇梅州、切爾尼戈夫州、尼古拉耶夫州、赫爾松州和頓涅茨克州，至少造成4名平民死亡，11名平民受傷。烏克蘭空軍表示，俄羅斯軍隊從俄佔克里米亞喬達和俄羅斯濱海阿赫塔爾斯克發射23架無人機，防空系統在赫爾松、第聶伯羅彼得羅夫斯克和扎波羅熱州共擊落16架無人機。哈爾科夫州長表示，上午11點左右，俄羅斯軍隊炮擊哈爾科夫州沃夫昌斯克，至少造成1名平民死亡，1名平民受傷。赫爾松州軍事管理局表示，俄羅斯軍隊分別襲擊赫爾松州哈森和哈夫里利夫卡，至少造成3名平民受傷。
烏克蘭武裝部隊總參謀部表示，自全面入侵以來，俄羅斯在烏克蘭損失397,080名士兵，過去一天俄羅斯部隊有1,090人傷亡，累計損失6,424輛坦克、12,004輛裝甲戰鬥車輛、12,623輛車輛和油箱、9,500門火砲系統、981套多管火箭系統、667套防空系統、332架飛機、325架直升機、7,332架無人機、1,881枚巡弋飛彈、24艘船隻和1艘潛艇等。烏克蘭武裝部隊總司令瑟尔斯基表示，乌克兰武装部队已由进攻转向防御，旨在耗盡推進的俄羅斯部隊。
俄羅斯方面表示，克雷明纳遭到烏克蘭炮擊，造成3人死亡。
烏克蘭國防部情報總局援引被攔截的通訊表示，俄羅斯一直在從「阿拉伯國家」購買Starlink終端。
烏克蘭能源部轄下烏克蘭電網表示，俄羅斯對第聶伯羅彼得羅夫斯克州能源基礎設施的襲擊，損壞一座火力發電廠，影響第聶伯羅的電力供應。烏克蘭私營能源公司DTEK亦表示，第聶伯羅彼得羅夫斯克州一座火力發電廠在俄軍襲擊中遭到「嚴重損壞」。第聶伯羅市長則表示，俄羅斯襲擊民用能源基礎設施後，第聶伯羅的一家醫院正在疏散，學校亦需關閉。
烏克蘭內閣高級官員梅爾尼丘克表示，內閣罷免退伍軍人事務部兩名副部長斯維特蘭娜·卡謝涅茨和泰蒂亞娜·託卡丘克。烏克蘭總統澤連斯基表示，任命前烏克蘭武裝部隊副總司令葉夫亨·莫伊休克為國際安全協定執行特別專員。
美國參議院通過價值950億美元援助法票，包含對烏克蘭的600億美元援助、對以色列的140億美元安全援助，對加沙和烏克蘭提供人道主義援助，支援美國在印度洋-太平洋的盟友以及用於阻止胡塞武裝在紅海的襲擊。
俄羅斯內政部網站顯示，俄羅斯將愛沙尼亞總理卡拉斯、國務卿彼得柯普以及立陶宛文化部長凱瑞斯列入通緝名單。俄羅斯外交部發言人表示，將有關人士列入通緝名單，是因為他們涉嫌「破壞蘇聯士兵紀念碑」，並表示有關行動才剛剛開始，必須追究將全球從納粹和法西斯主義解放記憶破壞的行為。
愛沙尼亞外國情報局表示，自俄羅斯全面入侵烏克蘭以來，俄羅斯在烏克蘭損失8300輛裝甲戰車，包括2600輛坦克、5100輛裝甲運兵車和600個自行火炮。國際戰略研究所則表示，俄羅斯在烏克蘭損失8800輛裝甲戰車，每月損失數百輛裝甲車和火炮，但仍設法保持其庫存數量穩定，包括翻新1000多輛坦克和2000多輛步兵戰車和裝甲運兵車。
英國路透社援引不具名的俄羅斯官員消息報道，美國政府拒絕俄羅斯總統普京提議舉行和平談判的計劃，因為烏克蘭政府沒有被納入擬議的談判中。

## 2月14日

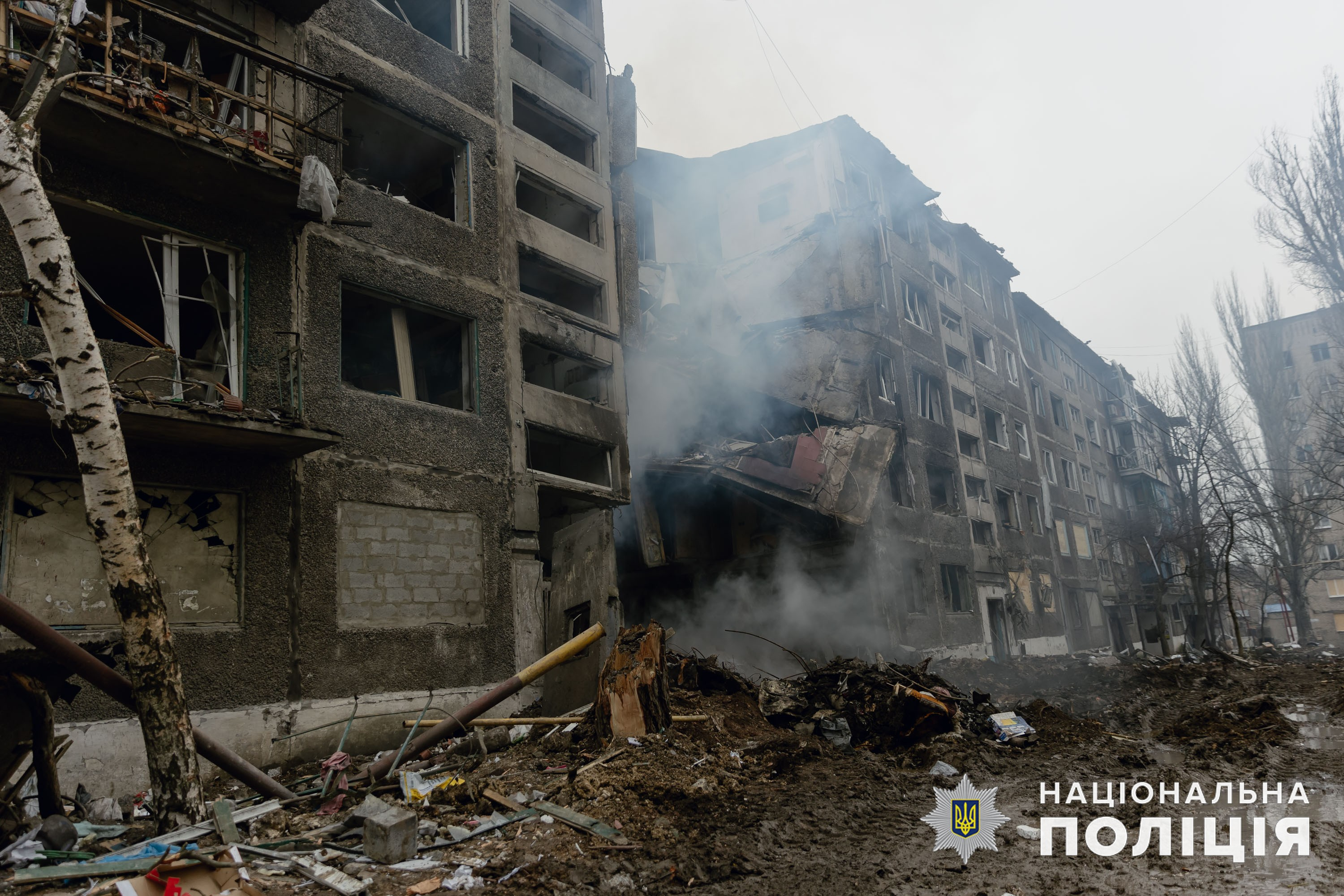
俄羅斯軍隊襲擊頓涅茨克州塞利多韋後

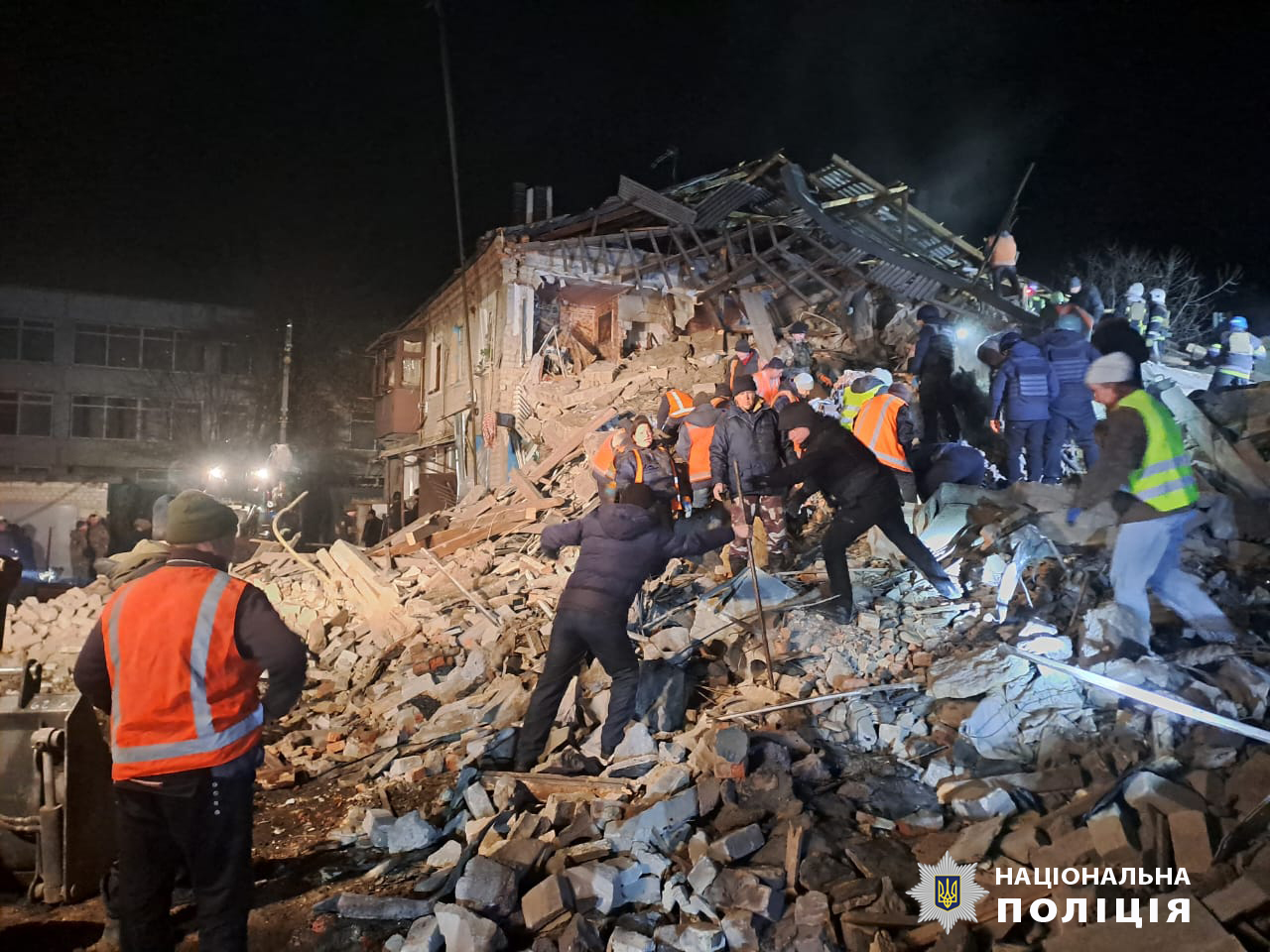
俄羅斯軍隊襲擊哈爾科夫州大布爾盧克後

烏克蘭頓涅茨克州塞利多韋市政府表示，凌晨時分，俄羅斯空襲該市，損壞1棟五層住宅樓，並完全摧毀12套公寓，導致包括1名兒童在内3名平民死亡，12名平民受傷。頓涅茨克州州長表示，俄羅斯對頓涅茨克州米科拉伊夫卡發動襲擊，至少造成2名平民死亡，1名平民受傷。赫爾松市軍事管理局局長表示，俄羅斯對赫爾松市第聶伯羅區發動襲擊，至少造成1名平民死亡，4名平民受傷。哈爾科夫州州長表示，俄羅斯對哈爾科夫州大布爾盧克進行導彈襲擊，擊中2棟住宅樓，至少造成4名平民死亡，5名平民受傷。
烏克蘭武裝部隊總參謀部表示，自全面入侵以來，俄羅斯在烏克蘭損失398,140名士兵，過去一天俄羅斯部隊有1,060人傷亡，累計損失6,433輛坦克、12,043輛裝甲戰鬥車輛、12,662輛車輛和油箱、9,566門火砲系統、984套多管火箭系統、671套防空系統、332架飛機、325架直升機、7,371架無人機、1,881枚巡弋飛彈、24艘船隻和1艘潛艇等。烏克蘭武裝部隊總參謀部表示，俄羅斯海軍凱撒庫尼科夫號登陸艦在俄佔克里米亞阿盧普卡市對出黑海海域沉沒。烏克蘭國防部情報總局亦發佈影片，展示其Magura V5無人船襲擊該俄軍戰艦。
烏克蘭武裝部隊總司令西爾斯基表示，與國防部長烏梅羅夫訪問頓涅茨克州阿夫迪伊夫卡和哈爾科夫州庫皮揚斯克附近的指揮所，聽從指揮官匯報情況。
烏克蘭國防部情報總局公布，一份被俄羅斯招募，加入俄羅斯軍隊，入侵烏克蘭的141名敘利亞國民的名單，最小的出生於2001年，最年長的出生於1973年，經過訓練後，被派往前線，亦可獲得俄羅斯護照。烏克蘭司法部副部長表示，今年烏克蘭可以從歐盟和七國集團國家凍結的俄羅斯資產中，獲得40億美元利潤，在未來四年內，金額可能會達到150億至180億美元。
俄羅斯克里姆林宮發言人佩斯科夫否認路透社早前報道的真實性，該報道聲稱俄羅斯總統普京曾向美國提議進行和平談判，但遭到拒絕。
50多個國家官員參與烏克蘭國防聯絡小組第19次拉姆施泰因會議。美國國防部長奧斯汀表示，會議將解決烏克蘭的短期緊急需求，即火炮、彈藥和防空導彈。烏克蘭新任武裝部隊總司令西爾斯基則首次參與有關會議。加拿大國防部長會上表示，加拿大已撥款4400萬美元支援烏克蘭建立F-16戰機機隊。德國國防部長會上表示，德國計劃在2024年向烏克蘭提供大約是2023年三倍到四倍的火炮彈藥。
美國國家安全顧問沙利文表示，由於美國的援助基本上停止，烏克蘭軍隊開始耗盡彈藥，敦促國會盡快通過額外資金。

## 2月15日
烏克蘭空軍表示，俄羅斯凌晨對烏克蘭首都和多個城市發動導彈襲擊，多個地區發出防空警報，全國多州出動防空系統。其後，烏克蘭空軍表示，俄羅斯使用Kh-101/Kh-555/Kh-55巡航導彈、9K720伊斯坎德爾/北韓版伊斯坎德爾-M飛彈的KN-23彈道導彈、「口徑」巡航導彈、Kh-59 巡弋飛彈和S-300導彈，共26枚導彈襲擊烏克蘭全國各地，其中13枚被防空系統擊落。扎波羅熱州長表示，俄羅斯向扎波羅熱發動導彈襲擊，1個基礎設施遭擊中，至少造成6名平民受傷。利沃夫市長表示，俄羅斯導彈擊中1個基礎設施，損壞附近的公寓樓、2所學校和1所幼兒園，至少造成3名平民受傷。赫梅利尼茨基州代理州長表示，1個民用設施遭到襲擊，至少造成2名平民受傷。基輔州長表示，防空系統擊落所有導彈，導彈殘骸落在基輔州的2個定居點，損壞幾棟房屋和附屬建築，沒有傷亡報告。第聶伯羅彼得羅夫斯克州州長表示，2枚導彈在尼科波爾和新莫斯科夫斯克地區被擊落，但在第聶伯羅地區仍有基礎設施被擊中，沒有傷亡報告。波爾塔瓦州州長表示，俄羅斯軍隊襲擊波爾塔瓦州中部米爾果羅德一個倉庫，引發火災，沒有人員傷亡。伊凡諾-法蘭科夫斯克州州長表示，伊萬諾-弗蘭基斯克州西部防空系統擊落俄羅斯導彈，碎片引發火災，造成「重大破壞」，但沒有人員傷亡。
烏克蘭哈爾科夫州丘胡伊夫市長表示，俄羅斯對丘胡伊夫發動導彈襲擊，至少造成1名平民死亡。赫爾松州州長表示，截止早上6時，在過去24小時，敵軍進行砲擊18次，發射炮彈192發，使用火砲、迫擊砲、戰車和高射砲等，其中向赫爾松市發射16枚炮彈，至少造成1名平民死亡、5名平民受傷，其中包括1名兒童。赫爾松州軍事管理局表示，俄羅斯軍隊上午11:30炮擊赫爾松，至少造成1名平民死亡。哈爾科夫州州長表示，俄羅斯對哈爾科夫州喬恩發動導彈襲擊，至少造成3名平民死亡，2名平民受傷。頓涅茨克州軍事管理局表示，俄羅斯於下午5時左右，使用BM-27颶風火箭炮，對頓涅茨克州伊利尼夫卡佐里亞發動襲擊，至少造成1名平民死亡，2名平民受傷。
烏克蘭武裝部隊總參謀部表示，自全面入侵以來，俄羅斯在烏克蘭損失399,090名士兵，過去一天俄羅斯部隊有950人傷亡，累計損失6,442輛坦克、12,090輛裝甲戰鬥車輛、12,691輛車輛和油箱、9,620門火砲系統、984套多管火箭系統、671套防空系統、332架飛機、325架直升機、7,404架無人機、1,882枚巡弋飛彈、25艘船隻和1艘潛艇等。烏克蘭武裝部隊第三突擊旅證實，已「緊急」重新部署到頓涅茨克州阿夫迪伊夫卡，並表示該地區的局勢「極其危急」。烏克蘭軍方塔夫里亞作戰戰略小組東南部作戰指揮官表示，頓涅茨克州陷入困境的前線城市阿夫迪伊夫卡的局勢「困難」，但受到控制
俄羅斯國防部表示，防空系統在當地時間下午12:30左右於別爾哥羅德上空擊落14枚火箭彈，但仍然造成6人死亡，17人受傷，包括5名兒童。
美國國家安全會議戰略溝通協調官柯比表示，由於美國對烏克蘭的援助中斷，烏克蘭地面部隊的火炮彈藥幾乎耗盡，俄羅斯亦正派遣更多部隊攻擊頓涅茨克州的阿夫迪伊夫卡，因此判斷阿夫迪伊夫卡未來極有可能落入俄羅斯手中。
烏克蘭國防部情報總局局長表示，在烏克蘭的俄羅斯軍隊正在使用由SpaceX製造的數千個Starlink衛星通訊終端，俄羅斯軍隊透過私營企業或其他親俄國家獲取有關儀器，並且已經運作一段長時間。
俄羅斯傳媒報道，西伯利亞阿爾泰邊疆區城市比斯克一家生產彈藥的軍事工廠發生爆炸，該設施生產彈藥、火箭發動機的固體推進劑和工業用途的炸藥。比斯克市長表示，爆炸是企業生產技術過程的一部分，無需擔心。
德國國防部表示，德國聯邦國防軍總監察長上週訪問烏克蘭，並承諾向烏克蘭提供價值1.07億美元的短期支援，包括防雷車輛、無人機爆炸物、77輛卡車、醫療用品和各種武器系統的備件。
烏克蘭基輔國際社會學研究所進行一項民意調查發現，前任烏克蘭武裝部隊總司令扎盧日內的信任度達94%，烏克蘭國防部情報總局局長布達諾夫則有66%，而總統澤連斯基則排名第三，只有65%，遠低於全面入侵初期的90%，在2月8日宣布撤換武裝部隊總司令扎盧日內後，信任度更下跌5%，至60%。

## 2月16日
烏克蘭當局表示，截至16日上午9時，俄羅斯在過去24小時內，一共襲擊9個州，包括聶伯彼得羅夫斯克州、哈爾科夫州、盧甘斯克州、扎波羅熱州、蘇梅州、切爾尼戈夫州、尼古拉耶夫州、赫爾松州和頓涅茨克州，至少造成5名平民死亡，10名平民受傷。蘇梅州軍事管理局表示，俄羅斯軍隊16日全日炮擊蘇梅州47次，記錄超過237次爆炸，至少造成1名平民死亡。
烏克蘭武裝部隊總參謀部表示，自全面入侵以來，俄羅斯在烏克蘭損失400,300名士兵，過去一天俄羅斯部隊有1,210人傷亡，累計損失6,465輛坦克、12,129輛裝甲戰鬥車輛、12,716輛車輛和油箱、9,641門火砲系統、984套多管火箭系統、671套防空系統、332架飛機、325架直升機、7,408架無人機、1,882枚巡弋飛彈、25艘船隻和1艘潛艇等。
烏克蘭軍方塔夫里亞作戰戰略小組指揮官奧歷山大·塔爾納夫斯基表示，由於前線城市局勢日益困難，烏克蘭軍隊從頓涅茨克州阿夫迪伊夫卡東南部的澤尼特據點撤出。另外，塔爾納夫斯基表示，截至當地時間下午1點，阿夫迪伊夫卡在其周邊沒有烏克蘭部隊被包圍，強調士兵的生命是重中之重。在晚上時分，塔爾納夫斯基表示，阿夫迪伊夫卡的激烈戰鬥仍在繼續，俄羅斯正在發動「所有預備部隊」進攻阿夫迪伊夫卡，並從其他部門抽調重新部署部隊，16日全日烏軍擊退俄羅斯30次襲擊，而俄羅斯則發動20次空襲和發射150多枚炮彈。烏克蘭第三突擊旅表示，部隊近期被部署到頓涅茨克州阿夫迪伊夫卡，現時在前線地區面對約1萬5千名俄羅斯士兵，在交戰期間，該旅消滅俄羅斯第74和第114摩托化步槍旅，4200名俄軍陣亡或受傷。
烏克蘭總統澤連斯基到訪德國及法國，並分別與德國總理肖爾茨及法國總統馬克龍會面。其後肖爾茨宣布，德國正在準備向烏克蘭提供12億美元援助計劃，包括36架榴彈炮、12萬枚炮彈、2套Skynex防空系統和IRIS-T防空系統。另外烏克蘭總統辦公室宣佈，繼英國後，德國成為第二個國家，與烏克蘭簽署長期安全合作和支援的協議，有效期為10年，並確定軍事、政治、金融和人道主義領域國際合作的優先事項，亦承諾為烏克蘭提供超過75億美元支援。在巴黎會晤期間，烏克蘭總統澤倫斯基和法國總統馬克龍亦簽署了基於七國集團宣言框架內安全合作雙邊協議。 馬克龍表示，雙邊協議「詳細說明了2023年7月北約峰會與七國集團國家的承諾」。另外，馬克龍亦在與澤連斯基的聯合記者會上公布，法國將向烏克蘭提供包括炮彈和凱撒榴彈炮以及強化防空系統在內防禦計劃。
烏克蘭總檢察長表示，在2023年12月30日至2024年2月7日期間，俄羅斯向烏克蘭發射至少24枚北韓製導彈，使用這些武器對烏克蘭7個州進行12次襲擊，至少造成14名平民喪生，另有70名平民受傷。
烏克蘭戰俘待遇協調總部表示，在烏克蘭國家安全局、內政部、國家緊急服務局和武裝部隊以及紅十字國際委員會的合作下，58名陣亡烏克蘭士兵屍體被送回烏克蘭。
烏克蘭國防部情報總局局長布達諾夫中將表示，已經查明在2023年向他和其妻子下毒的幕後黑手，會在俄羅斯領土上採取報復行動。
德國政府表示，德國已經向烏克蘭交付3,990枚155毫米炮彈、18輛裝甲運兵車、3輛排雷坦克和大量偵察無人機等工具。
英國路透社引述美國不具名國防官員消息報道，俄羅斯全面入侵烏克蘭後，俄軍在烏克蘭的武器損失、部署花費等，令俄羅斯損失2,110億美元，另外在取消或推遲的武器銷售方面亦損失100多億美元。
美國《華盛頓郵報》援引俄羅斯內部檔案報道，2023年起，俄羅斯克里姆林宮成立一個虛假資訊特別工作組，旨在詆毁烏克蘭總統澤倫斯基，並在烏克蘭人民與烏克蘭領導層之間製造分裂。
俄羅斯傳媒引述俄羅斯聯邦地區處罰執行管理局消息報道，俄羅斯反對派領袖納瓦爾尼關押在第三懲教所，在散步後感到不適，經醫療人員搶救後不治，終年47歲。納瓦爾尼本是律師，因為在網誌撰文表達政治觀點，成為反對俄羅斯總統普京的代表人物，因各種控罪被俄羅斯法院判囚30多年，並被當局轉移到北極地區流放地服刑。納瓦爾尼的發言人則表示，死訊尚未得到證實，代表律師正前往監獄。克里姆林宮發言人佩斯科夫表示，俄羅斯總統普京已被告知有關訊息。烏克蘭總統澤連斯基表示，顯然納瓦爾尼像成千上萬遭受過酷刑的人一樣，是被普京殺害的。美、英、法、德等國和北約等國際組織領導人表示，如果納瓦爾尼死訊得到證實，對其死亡感到悲痛，並慰問其家人，指出俄羅斯政府需為此負責。
白俄罗斯总统亞歷山大·盧卡申科声称，一群乌克兰和白俄罗斯的破坏分子在白俄羅斯与乌克兰接壤的边境地区被抓获。

## 2月17日

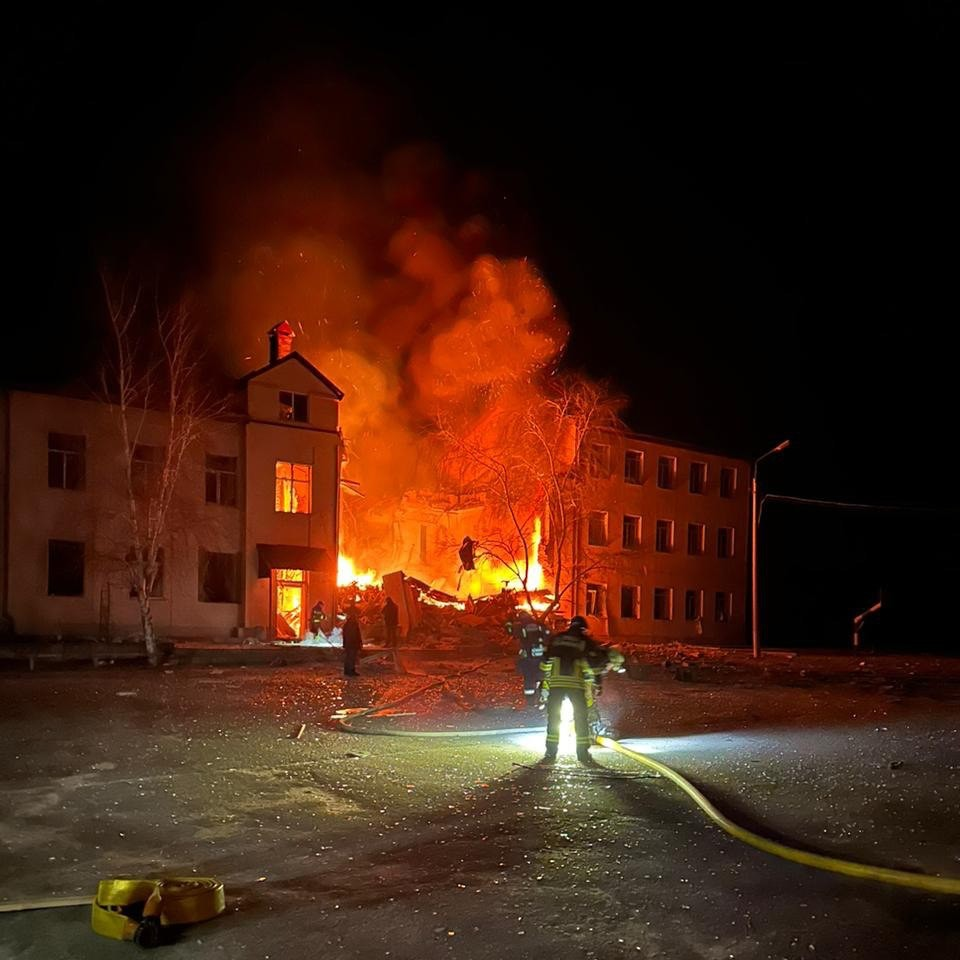
School_in_Sloviansk_after_Russian_attack,_2024-02-17_(01)

烏克蘭赫爾松州州長表示，俄羅斯軍隊於下午襲擊赫爾松，至少造成1名平民死亡，2名平民受傷。烏克蘭總檢察長辦公室表示，俄羅斯於下午襲擊哈爾科夫州庫皮揚斯克，至少造成1名平民死亡，5名平民受傷。頓涅茨克州州長表示，俄羅斯於晚上對頓涅茨克州克拉馬託斯克和斯洛維安斯克發動導彈襲擊，至少造成1名平民死亡，多人困在廢墟下。
烏克蘭武裝部隊總參謀部表示，自全面入侵以來，俄羅斯在烏克蘭損失401,350名士兵，過去一天俄羅斯部隊有1,050人傷亡，累計損失6,476輛坦克、12,145輛裝甲戰鬥車輛、12,734輛車輛和油箱、9,669門火砲系統、984套多管火箭系統、671套防空系統、332架飛機、325架直升機、7,413架無人機、1,896枚巡弋飛彈、25艘船隻和1艘潛艇等。烏克蘭空軍司令尼古拉·奧列修克表示，烏克蘭空軍擊落2架蘇-34戰鬥轟炸機及一架蘇-35戰鬥機。
烏克蘭武裝部隊總司令瑟爾斯基宣布，下令駐守在烏克蘭東部頓涅茨克州城鎮阿夫迪伊夫卡的部隊撤離，決定是為了確保前線部隊不會受到敵軍包圍，「確保人命及士兵的身體健康」。烏克蘭國防部長烏梅羅夫表示，烏克蘭從失去阿夫迪伊夫卡中吸取多個教訓，即防空、遠端武器、炮彈和防禦工事的重要性。
俄羅斯多地官員表示，遭到烏克蘭無人機襲擊，其中，別爾哥羅德州州長表示，在該州上空擊落2架無人機，卡盧加州州長表示，在該州上空擊落4架無人機，布良斯克州州長表示，在該州上空擊落5架無人機，沃羅涅日州州長表示，在該州上空擊落5架無人機，全部州均沒有傷亡報告。
俄羅斯地區緊急服務部門表示，俄羅斯烏德穆爾特共和國伊熱夫斯克市的一家無人機企業發生大火，該企業主要生產「格拉納特-4」戰術偵察無人機，未知是否與烏克蘭有關。
烏克蘭總統澤連斯基到達德國慕尼黑，並出席慕尼黑安全會議，發表講話，敦促盟友在彈藥短缺和最近從阿夫迪伊夫卡撤軍的情況下提供更多安全援助，讓烏克蘭人為地缺乏武器，特別是缺乏火炮和遠端能力，使普京能夠適應當前的戰爭強度，直言「請不要問烏克蘭人民，戰爭何時結束，問問自己為什麼普京仍然能夠繼續下去」。澤倫斯基在接受現場提問時，坦言和美國兩黨皆保持關係是很重要的，強調烏克蘭「一直想讓他們獲取真實資訊，以及真實的戰爭」，並且再次向美國前總統特朗普隔空喊話，邀請對方訪問烏克蘭，一同視察前線戰，讓特朗普體驗「真正的戰爭」，而不是網絡上的「口水戰」，特朗普曾揚言，若再度當選總統，將不會對包括烏克蘭在內的地區提供更多援助。烏克蘭外交部長庫列巴在慕尼黑安全會議期間，會見中國外交部長王毅，雙方討論雙邊關係、貿易以及恢復烏克蘭公正和持久和平的必要性，並透過王毅向中國發出邀請，派代表出席和參與未來在瑞士舉行的烏克蘭全球和平峰會。
美國總統拜登與烏克蘭總統澤連斯基通電話，重新美國對烏克蘭的支持，並明確指出美國國會需要為彈藥供應減少，而導致烏克蘭軍隊從東部重鎮阿夫迪伊夫卡撤軍的決定負責。美國司法部宣布，將透過愛沙尼亞向烏克蘭轉移約50萬美元的俄羅斯資金，以援助烏克蘭，這次轉移標誌著美國第2次向烏克蘭轉移被沒收的俄羅斯資金。
俄羅斯總統普京表示，已接獲國防部長紹伊古的戰報，祝賀軍隊全面控制阿夫迪伊夫卡。
非牟利智庫「戰爭研究所」表示，如果西方繼續拖延軍事援助，俄羅斯可能會更大規模地複製在阿夫迪伊夫卡的戰術，俄羅斯軍隊在阿夫迪伊夫卡進攻期間，因西方延誤阻礙烏克蘭的防空，而獲得空中優勢，在進攻期間，俄羅斯軍隊幾日內向阿夫迪伊夫卡發射超過500枚滑翔炸彈。
丹麥首相弗雷德裡克森在慕尼黑安全會議上表示，丹麥已決定向烏克蘭提供庫存中所有炮彈。
摩爾多瓦邊防警察表示，在摩爾多瓦距離烏克蘭邊境兩公里的田野，發現俄羅斯使用的伊朗製無人機的碎片。
俄羅斯反對派領袖納瓦爾尼發言人證實，在囚的納瓦爾尼已經死亡，指控他是被普京謀殺，要求當局立即把遺體歸還給家屬。

## 2月18日
烏克蘭空軍表示，俄羅斯軍隊發射6枚S-300導彈、3枚Kh-22巡航導彈、1枚Kh-59導彈和14架無人機，截至上午7時，防空系統在切爾尼戈夫、蘇梅、波爾塔瓦、基洛沃赫拉德和第聶伯羅州，擊落12架無人機和1枚Kh-59導彈，另外，防空部隊在烏克蘭東部上空擊落俄軍1架蘇-34戰機。
烏克蘭武裝部隊總參謀部表示，自全面入侵以來，俄羅斯在烏克蘭損失402,430名士兵，過去一天俄羅斯部隊有1,080人傷亡，累計損失6,487輛坦克、12,198輛裝甲戰鬥車輛、12,736輛車輛和油箱、9,709門火砲系統、984套多管火箭系統、674套防空系統、335架飛機、325架直升機、7,449架無人機、1,896枚巡弋飛彈、25艘船隻和1艘潛艇等。烏克蘭西部作戰司令部表示，烏克蘭軍隊於2月17日在扎波羅熱州擊退俄羅斯的進攻，造成70名俄軍死亡，80名俄軍受傷，此次進攻涉及30件裝備和「相當多」的敵軍部隊，烏克蘭則成功摧毀18件俄羅斯裝置，包括3架坦克。另外，武裝部隊總參謀部表示，俄羅斯軍隊14次對赫爾松州第聶伯河西岸的烏克蘭陣地發動進攻，烏克蘭軍隊亦擊退俄軍對阿夫迪伊夫卡附近的拉斯托奇基涅和五一村的3次進攻，以及7次對扎波羅熱州羅博蒂內的進攻。
非牟利智庫「戰爭研究所」表示，即使俄羅斯成功佔領烏克蘭東部重鎮阿夫迪伊夫卡，但俄羅斯軍隊尚未表現出在大片領土上，獲得重大收益的能力，自從俄羅斯於2023年10月在頓涅茨克州阿夫迪伊夫卡周圍加強攻勢以來，俄羅斯軍隊在阿夫迪伊夫卡及其周圍只佔領不到10公里。
俄羅斯前總統、現任俄羅斯聯邦安全會議副主席梅德韋傑夫表示，如果莫斯科失去所有佔領的烏克蘭領土，將對美國、英國、德國和烏克蘭等使用核武器，形容試圖恢復俄羅斯在1991年的邊界，只會導致俄羅斯與西方國家的全球性戰爭。
俄羅斯達吉斯坦共和國地方政府發表宣告表示，來自達吉斯坦的俄羅斯第18聯合集團軍副指揮官馬戈梅達利·馬戈梅扎諾夫上校，受傷後在俄佔克里米亞塞瓦斯托波爾醫院留醫，延至2月14日不治。當局沒有交代受傷地點和時間，但俄羅斯第18聯合集團軍於2023年8月成立，旨在釋放更有經驗部隊，在烏克蘭的關鍵前線作戰。
烏克蘭地面部隊釋出片段顯示，俄羅斯軍隊在頓涅茨克州附近前線戰壕開槍殺死2名烏克蘭戰俘，嚴重違反《日內瓦公約》，構成戰爭罪。烏克蘭非官方調查媒體Slidsto.Info表示，透過俄羅斯宣傳影片，士兵親屬確認3名原本據稱在阿夫迪伊夫卡被俘虜的烏克蘭士兵屍體。
烏克蘭國家通訊和資訊保護特別局表示，俄羅斯駭客攻擊多家烏克蘭傳媒，以傳播錯誤資訊，當中包括「烏克蘭真理報」、「Liga.net」、「Apostrophe」和「Telegraf」等。
烏克蘭基輔州州長表示，在俄羅斯全面入侵基輔州時受損的244所教育機構中，有198所已經完全或部分恢復，並且安裝模組化掩體以防止空襲。
英國電影和電視藝術學院頒發第77屆英國電影學院獎，由烏克蘭記者米斯蒂斯拉夫·車爾諾夫執導，講述了俄羅斯入侵烏克蘭後，車爾諾夫等多名記者深入烏克蘭頓涅茨克州第二大城市馬里烏波爾，記錄當地在俄軍圍困下20天的記錄片《馬里烏波爾的20天》奪得第77屆英國電影學院獎最佳紀錄片。

## 2月19日
烏克蘭空軍表示，俄羅斯軍隊從別爾哥羅德州發射4架無人機，防空系統在哈爾科夫州擊落全部無人機。另外，防空部隊擊落俄軍1架蘇-34戰機和1架蘇-35S戰機。
烏克蘭武裝部隊總參謀部表示，自全面入侵以來，俄羅斯在烏克蘭損失403,720名士兵，過去一天俄羅斯部隊有1,290人傷亡，累計損失6,498輛坦克、12,232輛裝甲戰鬥車輛、12,767輛車輛和油箱、9,733門火砲系統、986套多管火箭系統、674套防空系統、336架飛機、325架直升機、7,460架無人機、1,896枚巡弋飛彈、25艘船隻和1艘潛艇等。烏克蘭第三突擊旅指揮官表示，部分成員在阿夫迪伊夫卡市被「完全包圍」，但在俄羅斯軍隊完全佔領該市前，設法逃離。烏克蘭武裝部隊則表示，在宣布撤離阿夫迪伊夫卡後，部隊與俄羅斯就戰俘交換進行談判的組織聯絡，希望協助撤離幾名重傷和死亡軍人，俄方同意協助疏散傷員，並提供援助，在稍後進行戰俘交換，但最終沒有跟隨承諾，槍殺5名受傷烏克蘭士兵。
俄羅斯Telegram報道表示，俄佔頓涅茨克地區馬基夫卡1個石油倉庫遭到襲擊，傳出爆炸聲，濃煙升上半空，防空系統持續運作。
俄羅斯國防部表示，烏克蘭曾在2022年8月用蓖麻毒素，毒害俄佔赫爾松地區領導人弗拉基米爾·薩爾多，並在2023年12月5日用酚類化合物，毒害俄佔盧甘斯克地區領導人列昂尼德·帕謝奇尼克，兩人均生還，俄方指控烏軍以有毒化合物實施恐怖活動，其中蓖麻毒素物質，被列入《禁止化學武器公約》的受管制清單。
烏克蘭總統辦公室表示，總統澤連斯基訪問哈爾科夫州庫皮揚斯克東北部地區開展活動的第14獨立機械化旅指揮所，討論士兵的彈藥和其他用品，俄羅斯使用的無人機，以及使用電子戰手段對抗無人機的方法。另外，總統澤連斯基發表晚間講話，烏克蘭軍隊在廣闊的戰場中，前線部分地區面臨艱難戰鬥，西方軍事援助的延宕影響烏克蘭部隊，俄羅斯亦正正利用這樣的情況，在有關地區集結最強大的後備軍力，希望協調盟友盡快提供更多軍援。
非牟利智庫「戰爭研究所」表示，在烏克蘭軍隊從前線城市阿夫迪伊夫卡撤軍後，俄羅斯在阿夫迪伊夫卡的進攻行動可能暫停，俄軍的炮擊和空襲在撤軍後大幅減速，若俄軍恢復在阿夫迪伊夫卡方向的重大進攻行動前，必須暫停行動，並從前線其他部隊調動額外增援。
烏克蘭國家安全局表示，通緝前赫爾松安息大教堂主教，涉嫌叛國和協助侵略國，現已逃往俄佔赫爾松地區，曾經出席俄羅斯吞併烏東四州的儀式。
烏克蘭國防部情報總局表示，在2023年8月駕駛一架Mi-8直升機逃往烏克蘭，並向烏克蘭當局自首的俄羅斯飛行員馬克西姆·庫茲米諾夫，其後決定搬到西班牙居住，被發現在公寓內遭槍殺。
烏克蘭總理什梅加爾表示，率領烏克蘭共80家企業的300人代表團抵達日本東京，參加以烏克蘭重建工作為重點的會議。什梅加爾會後表示，日本將撥款13.4億美元支援在烏克蘭的日本投資者。日本外務省則宣佈，以贈款形式向烏克蘭提供1.05億美元援助。
烏克蘭副總理兼數字轉型部長表示，烏克蘭正在與SpaceX合作，尋找解決方案，禁止俄羅斯在俄佔地區使用Starlink衛星終端。
俄羅斯獨立媒體Mediazona與BBC新聞俄語根據公共來源，包括訃告、親屬、地區媒體和地方當局的報道，證實自2022年2月俄羅斯全面入侵烏克蘭以來，喪生的44,654名俄羅斯士兵名字，並明確表示，實際數字可能更高。
烏克蘭總檢察長辦公室發表報告，公布頓巴斯戰爭以至於俄羅斯入侵烏克蘭的整個俄烏戰爭的導火線之一，發生於2013年12月的烏克蘭廣場起義運動調查結果，結果顯示當時俄羅斯聯邦安全局約20名官員，包括5名將軍，曾多次到訪烏克蘭，與烏克蘭國家安全局的官員進行聯合「資訊行動」，並在當時的烏克蘭政府命令和俄羅斯的指導下，烏克蘭執法人員對廣場起義的示威者進行謀殺和暴力行為，最終導致112名烏克蘭示威者死亡，但辦公室表明，沒有俄羅斯狙擊手參與當時奪走烏克蘭公民生命的槍擊事件。
加拿大國防部長表示，加拿大政府將向烏克蘭提供800多架SkyRanger R70多功能無人機。荷蘭國防部長表示，荷蘭已經開始向烏克蘭提供無人機，用於防禦俄羅斯，實際數字不便透露。

## 2月20日

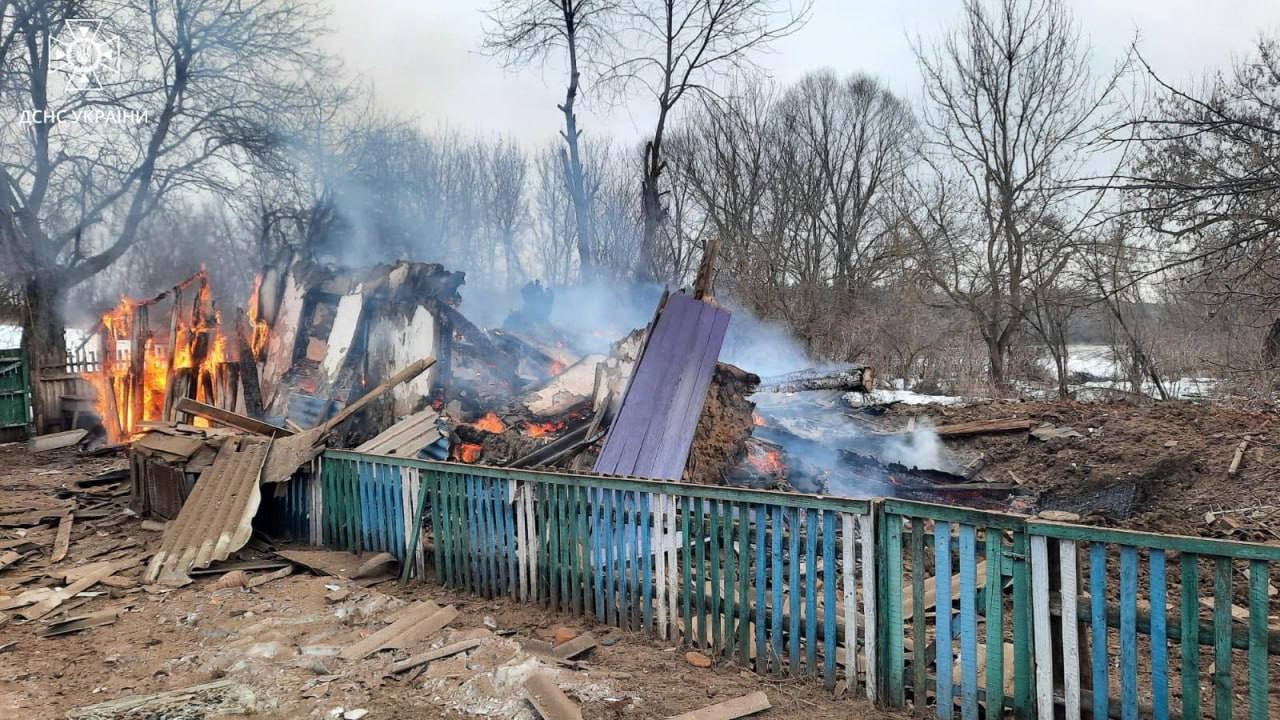
Destructions_in_Nova_Sloboda_after_Russian_attack,_2024-02-20_(01)

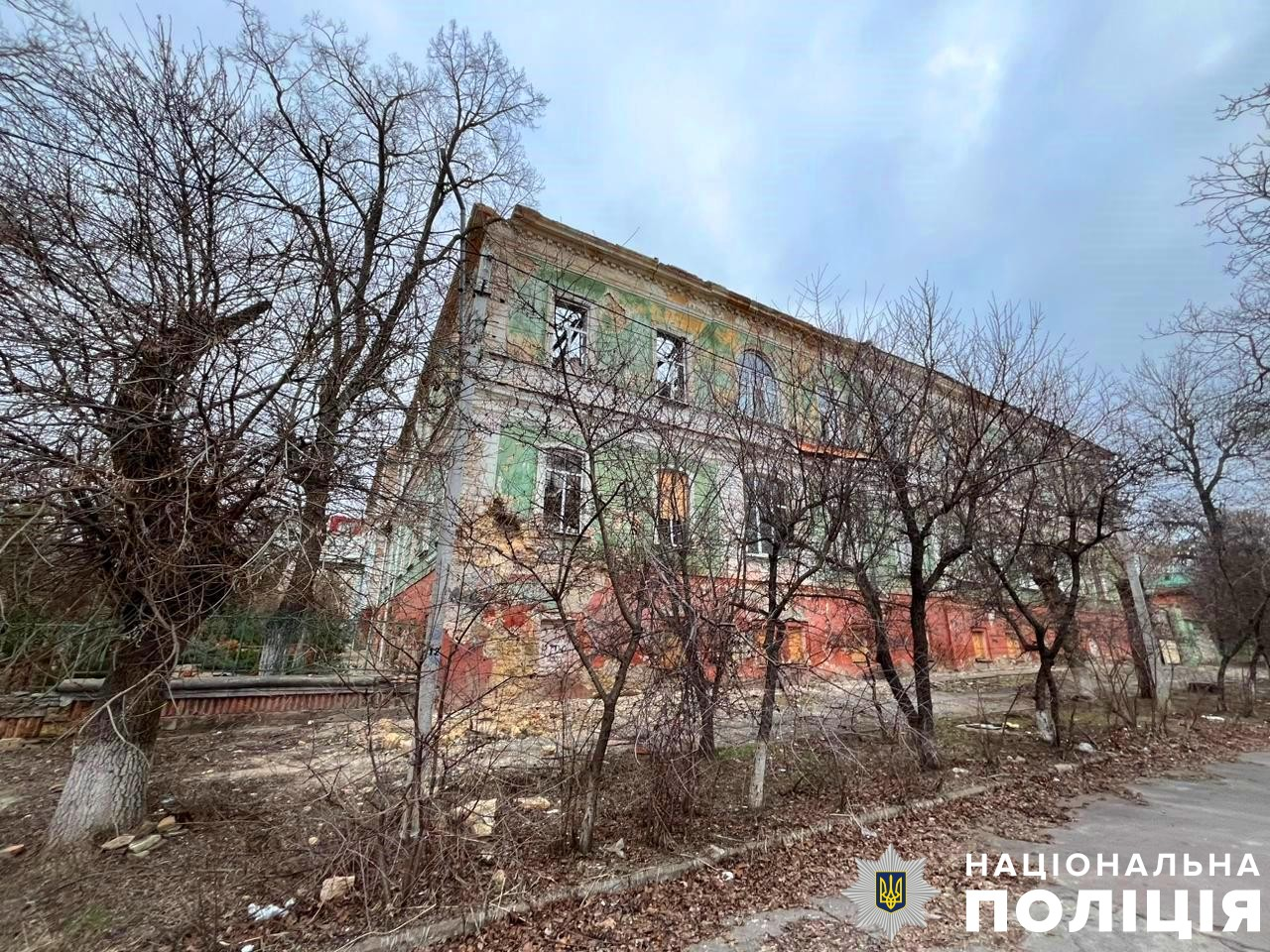
俄羅斯軍隊襲擊赫爾松州後

烏克蘭當局表示，截至20日上午9時，俄羅斯在過去24小時內，一共襲擊11個州，包括波爾塔瓦州、基洛沃赫拉德州、聶伯彼得羅夫斯克州、哈爾科夫州、盧甘斯克州、扎波羅熱州、蘇梅州、切爾尼戈夫州、尼古拉耶夫州、赫爾松州和頓涅茨克州，至少造成2名平民死亡，10名平民受傷。烏克蘭空軍表示，俄羅斯軍隊從濱海阿赫塔爾斯克發射23架無人機，防空系統在哈爾科夫州、波爾塔瓦州、基洛沃赫拉德州、第聶伯羅彼得羅夫斯克州、扎波羅熱州、赫爾松州和尼古拉耶夫州擊落全部無人機，另外俄軍亦從別爾哥羅德州和俄佔扎波羅熱發射2枚S-300/S-400導彈和1枚Kh-31導彈。烏克蘭波爾塔瓦州州長表示，俄羅斯軍隊午夜至凌晨期間，使用無人機襲擊波爾塔瓦州，導致克雷門丘克一個工業設施發生火災，沒有傷亡報告。烏克蘭蘇梅州政府表示，俄羅斯軍隊凌晨襲擊蘇梅州新斯洛博達，至少造成5名平民死亡。第聶伯羅彼得羅夫斯克州州長表示，俄羅斯軍隊襲擊第聶伯羅彼得羅夫斯克州尼科波爾，至少造成3名平民受傷。哈爾科夫州州長表示，俄羅斯無人機在哈爾科夫州庫皮揚斯克襲擊1輛民用車輛，至少造成2名平民死亡，1名平民受傷。頓涅茨克州州長表示，俄羅斯晚上8時對頓涅茨克州克拉馬託斯克發動導彈襲擊，至少造成6名平民受傷。
烏克蘭武裝部隊總參謀部表示，自全面入侵以來，俄羅斯在烏克蘭損失404,950名士兵，過去一天俄羅斯部隊有1,230人傷亡，累計損失6,503輛坦克、12,268輛裝甲戰鬥車輛、12,805輛車輛和油箱、9,733門火砲系統、988套多管火箭系統、675套防空系統、337架飛機、325架直升機、7,521架無人機、1,902枚巡弋飛彈、25艘船隻和1艘潛艇等。
俄羅斯國防部長紹伊古與總統普京會晤時表示，俄軍已經成功奪回第聶伯河東岸俄佔地區內的烏克蘭陣地克林基。烏克蘭南方作戰司令部則反駁關於赫爾松州克林基被俄羅斯佔領的說法，指烏克蘭繼續在該地保持陣地。非牟利智庫「戰爭研究所」根據地理位置的視覺證據表明，烏克蘭軍隊在該地區保持著有限的橋頭堡。
烏克蘭國防部長烏梅羅夫聯同烏克蘭武裝部隊總參謀部總司令瑟爾斯基，與美國國防部長奧斯汀通電話，介紹現時前線局勢，討論彈藥供應。
俄羅斯聯邦安全局表示，一名擁有美國和俄羅斯雙重國籍的婦女在俄羅斯葉卡捷琳堡因叛國罪被捕，涉嫌為烏克蘭軍隊籌集資金。
烏克蘭國會人權專員德米特里·魯比涅茨表示，呼籲聯合國和紅十字國際委員會調查，在烏軍撤離阿夫迪伊夫卡後，俄軍槍殺烏克蘭重傷戰俘的事件。另外，魯比涅茨表示，在卡達和聯合國兒童基金會的協助下，再有11名被俄羅斯驅逐或非法扣留的兒童返回烏克蘭。烏克蘭總檢察長辦公室表示，執法部門正在調查俄羅斯軍隊2月18日在扎波羅熱州羅博坦附近槍殺3名烏克蘭戰俘的指控。
烏克蘭外交部表示，俄羅斯對東歐國家摩爾多瓦施加越來越大壓力的情況下，基輔將「堅定迴應」任何將摩爾多瓦親俄分離地區德涅斯特河左岸，捲入俄羅斯對烏克蘭的戰爭，並破壞摩爾多瓦局勢穩定的企圖。
瑞典國防部長宣佈，瑞典將向烏克蘭提供迄今為止最大的援助計劃，價值6.82億美元的軍事支援，包括10艘CB90攻擊快艇和水下武器等。
歐盟委員會宣佈，將在2024年向烏克蘭提供8,120萬美元人道主義援助，包括滿足住所、保護服務、清潔水、教育和醫療保健等基本需求。同時延长现行对俄制裁至2025年2月25日。
烏克蘭基輔國際社會學研究所發表調查報告顯示，近70%受訪烏克蘭人認為，總統澤連斯基應該在戒嚴期間繼續留任，而選舉應該推遲到解除戒嚴後，只有15%受訪者認為總統選舉應該繼續進行，包括4%受訪者認為應該暫停戒嚴令，另有11%受訪者認為應該修改戒嚴規則以允許選舉，10%受訪者認為，在澤倫斯基任期屆滿後，澤倫斯基的總統權力應該移交給烏克蘭議會議長魯斯蘭·斯特凡丘克，並由斯特凡丘克行使總統權力，直到新總統就職。53%受訪者支持澤連斯基競選連任，較2023年12月下降6%。
愛沙尼亞國內安全服務局表示，因2023年底犯下的一系列罪行拘留10人，當中包括破壞愛沙尼亞內政部長專車。愛沙尼亞總理則表示，當局成功地阻止俄羅斯安全部門在愛沙尼亞領土的混合行動。
烏克蘭基礎設施部表示，波蘭農民示威者將梅迪卡-舍吉尼過境點上，從兩輛等待重新裝載到窄軌的糧食火車上灑下約4公噸糧食，該批農產品原本運往德國，所有烏克蘭火車都由波蘭監管機構在邊境檢查並密封，使得烏克蘭糧食不可能進入波蘭市場。
美國《紐約時報》報導，在阿夫迪伊夫卡失守後，由於無法執行有秩序的撤退，估計有850至1000名烏軍淪為俄軍俘虜，約300名烏軍傷兵來不及撤走而遭孤立。

## 2月21日

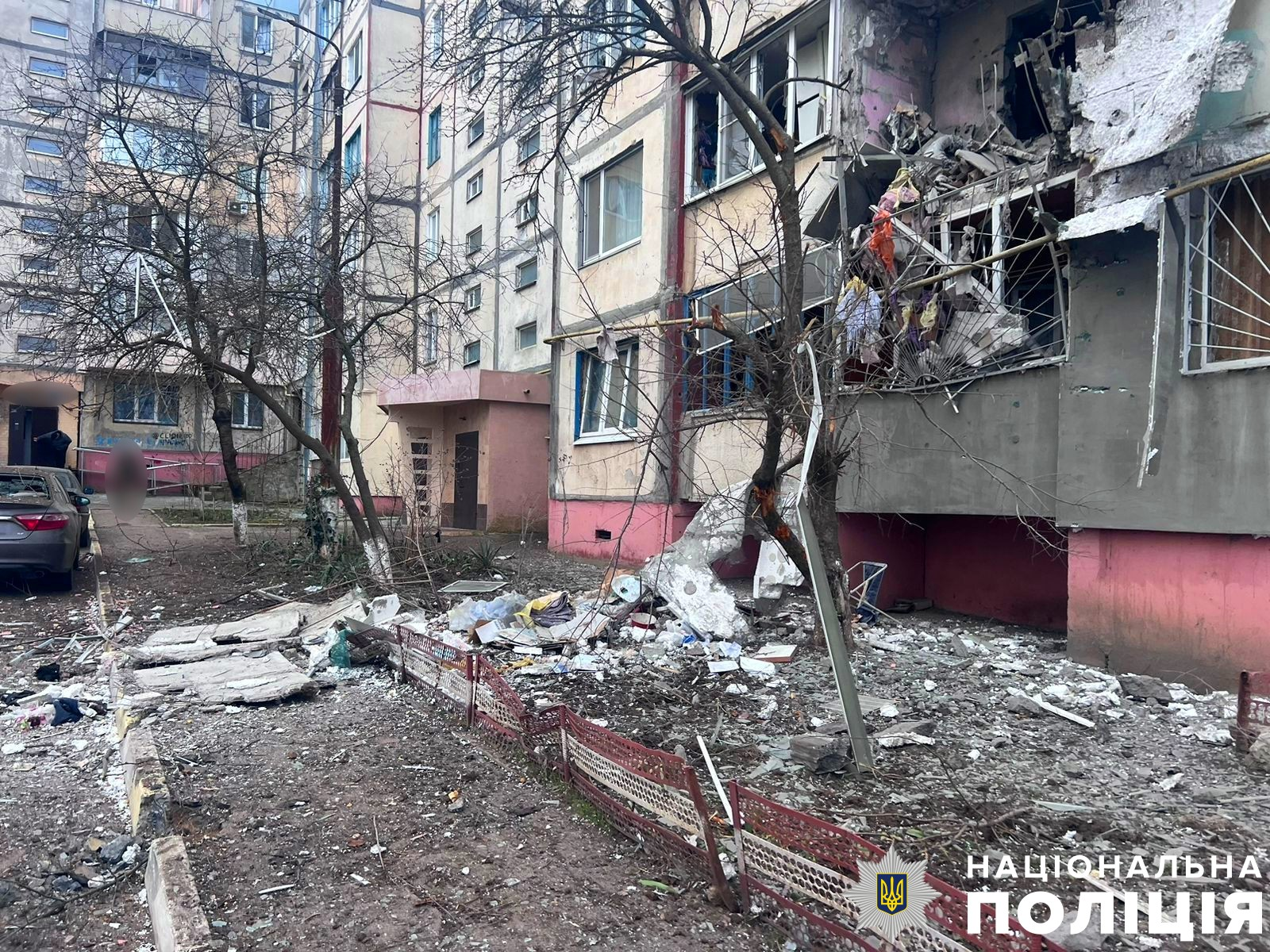
俄羅斯軍隊襲擊赫爾松州後

烏克蘭當局表示，截至20日上午9時，俄羅斯在過去24小時內，一共襲擊9個州，包括聶伯彼得羅夫斯克州、哈爾科夫州、盧甘斯克州、扎波羅熱州、蘇梅州、切爾尼戈夫州、尼古拉耶夫州、赫爾松州和頓涅茨克州，至少造成3名平民死亡，22名平民受傷。烏克蘭空軍表示，俄羅斯軍隊從濱海阿赫塔爾斯克發射19架無人機，從俄羅斯別爾哥羅德州發射1枚Kh-59導彈，從俄羅斯羅斯託夫州發射1枚S-300導彈，以及4枚Kh-22導彈，防空系統在波爾塔瓦州、哈爾科夫州、第聶伯羅彼得羅夫斯克州、扎波羅熱州和頓涅茨克州擊落13架無人機，以及1枚Kh-59導彈。

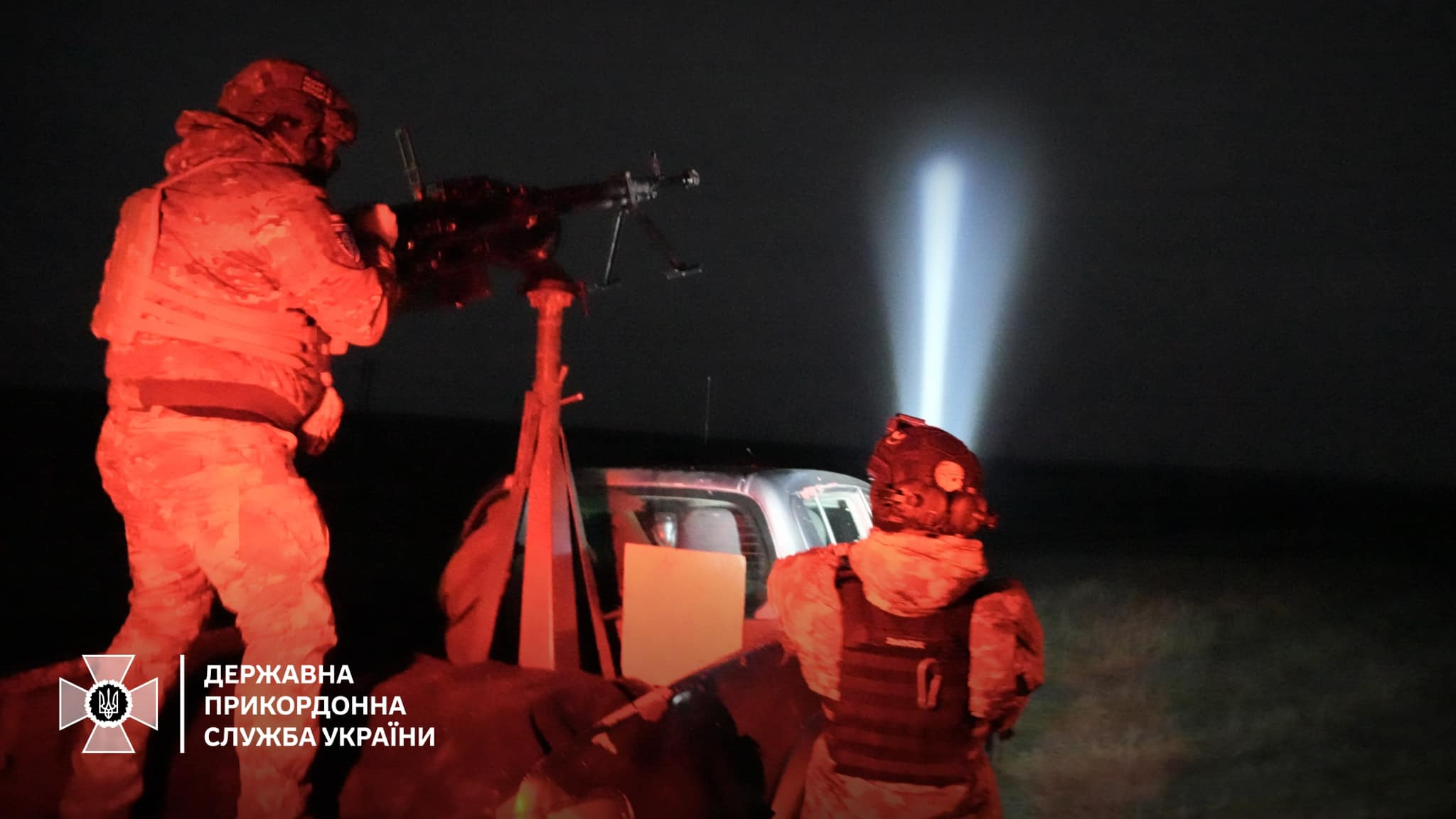
烏克蘭國家邊防局發放圖片顯示，移動小組追尋俄羅斯無人機

烏克蘭武裝部隊總參謀部表示，自全面入侵以來，俄羅斯在烏克蘭損失406,080名士兵，過去一天俄羅斯部隊有1,130人傷亡，累計損失6,516輛坦克、12,338輛裝甲戰鬥車輛、12,861輛車輛和油箱、9,826門火砲系統、992套多管火箭系統、678套防空系統、338架飛機、325架直升機、7,560架無人機、1,903枚巡弋飛彈、25艘船隻和1艘潛艇等。烏克蘭空軍指揮官表示，軍方擊落1架俄羅斯Su-34戰鬥機，是過去一週被烏克蘭擊落的第7架俄羅斯軍用飛機。
英國廣播公司援引不具名消息報道，烏克蘭軍隊使用海馬斯多管火箭系統對俄佔頓涅茨克沃爾瓦卡俄羅斯軍事訓練場發射2枚導彈，至少造成60人死亡。
英國國防部表示，俄羅斯地面部隊「很可能」增加對扎波羅熱州羅博季涅軸線的攻擊，在俄軍佔領阿夫迪伊夫卡後，俄羅斯在過去一週加強對烏克蘭前線幾個陣地的進攻，可能是為了分散烏克蘭部隊。
烏克蘭總統澤連斯基簽署法令，允許外國人和「無國籍人士」在烏克蘭國民警衛隊服役。
烏克蘭國家安全局表示，拘留1名哈爾科夫居民，涉嫌協助俄羅斯對該市民用基礎設施發動襲擊，包括1月23日的襲擊，至少造成9名平民受傷，亦向俄羅斯提供有關「該市人口最稠密地區」的資訊，以及烏克蘭軍隊可以使用的建築物地理位置，並秘密記錄烏克蘭軍隊向前線的移動情況。
烏克蘭國防部情報總局局長表示，俄羅斯今年「沒有力量」，完全佔領烏克蘭東部盧甘斯克州和頓涅茨克州，俄羅斯國防工業未能生產足夠炮彈，大多數坦克都是舊型號，職業軍隊在全面戰爭的第一年基本被摧毀，因此俄羅斯開始使用一波波未經訓練的應徵兵。
烏克蘭基輔法醫專業研究所所長表示，證實俄羅斯在2月7日對烏克蘭的大規模攻擊中，發射2枚3M22鋯石超音速巡航導彈，防空部隊擊落其中1枚導彈，然後導彈落在基輔市第聶伯河東岸的德尼普羅區，而另1枚導彈在基輔州維什涅韋上空被擊落，落在田野。
俄羅斯國家新聞機構《消息報》援引俄羅斯商界領袖消息報道，自2024年初以來，中國四大銀行中有三家已停止接受受制裁的俄羅斯金融機構的付款，包括中國工商銀行、中國建設銀行和中國銀行。
英國路透社援引多個訊息來源報道，伊朗向俄羅斯提供400枚地對地彈道導彈，其中包括大量法塔赫-110短程彈道飛彈。
美國國防部發言人表示，一旦國會透過向基輔分配600億美元的外國援助法案，美國就可以「很快」開始向烏克蘭提供國防援助。
瑞士經濟事務國務局表示，已經成立一個調查工作隊，以執行對俄羅斯的制裁，並調查潛在的違規行為，自全面戰爭開始以來，已經記錄約230項違規。
歐洲對外關係委員會發表報告顯示，在俄軍佔領阿夫迪伊夫卡前，在12個歐洲國家進行民意調查，顯示平均只有10%受訪歐洲人認為烏克蘭最終可以擊敗俄羅斯，大約20%受訪者表示，認為俄羅斯會贏得戰爭，超過40% 受訪者認為歐洲應該推動烏克蘭與俄羅斯談判，並制定和平協議。

## 2月22日
烏克蘭空軍表示，俄羅斯軍隊從濱海阿赫塔爾斯克發射10架無人機，從黑海發射1枚Kh-31P超音速空射型戰術飛彈，防空系統在波爾塔瓦州、第聶伯羅彼得羅夫斯克州、哈爾科夫州和扎波羅熱州擊落8架無人機。赫爾松州州長表示，俄羅斯軍隊上午襲擊赫爾松州伯斯萊夫，至少造成1名平民死亡。頓涅茨克州州長表示，俄羅斯對頓涅茨克州科斯蒂安泰諾波爾斯克發動襲擊，至少造成1名平民死亡，9名平民受傷，其中包括4名兒童。另外，烏克蘭內政部表示，俄軍使用3枚導彈襲擊頓涅茨克地區梅爾諾赫拉德，42棟私人房屋和1棟學校等建築受損，至少造成1名平民死亡。
烏克蘭武裝部隊總參謀部表示，自全面入侵以來，俄羅斯在烏克蘭損失407,240名士兵，過去一天俄羅斯部隊有1,160人傷亡，累計損失6,523輛坦克、12,373輛裝甲戰鬥車輛、12,924輛車輛和油箱、9,867門火砲系統、997套多管火箭系統、680套防空系統、339架飛機、325架直升機、7,596架無人機、1,903枚巡弋飛彈、25艘船隻和1艘潛艇等。烏克蘭南方作戰指揮部發言人納塔利婭·胡梅紐克表示，烏克蘭軍隊襲擊位於俄佔赫爾松州的俄軍訓練場，擊斃約60名俄軍士兵。
俄羅斯國防部表示，南方部隊集團分隊「解放」頓內次克前線，俄佔頓內次克市以西約5公里波别达村，並沿著前線改善陣地。烏克蘭武裝部隊南部戰線指揮官則表示，烏克蘭軍隊正阻擋試圖攻入波別達的敵軍，又指俄軍正將其主要活動集中在頓內次克地區。
烏克蘭國家安全局表示，自2023年秋天以來，北韓向俄羅斯提供多款武器，包括炮彈和彈道導彈，俄羅斯軍隊迄今已發射20多枚北韓製造的導彈，至少造成24名平民死亡，100多名平民受傷。烏克蘭第43炮兵旅成員表示，俄羅斯現時主要發射2022年和2023年生產的炮彈，反映其武器生產不受任何影響，但烏軍現時供應嚴重不足，未能完全防禦敵方攻擊。
烏克蘭總統澤連斯基在哈爾科夫州前線，接受美國媒體福克斯新聞採訪時表示，俄羅斯對烏克蘭的戰爭目前不是僵局，強調烏克蘭在瞄準俄羅斯黑海艦隊方面的成功，並指出現時每一名士兵烏克蘭陣亡，就等於五名俄羅斯士兵陣亡。
俄羅斯前總統及俄羅斯安全委員會副主席德米特里·梅德韋傑夫與俄羅斯傳媒會面時說，為實現特別軍事行動目標，俄軍需再次向基輔進軍。他亦表示，敖德薩及基輔歷史上為俄羅斯的城市，並渴望敖德薩加入俄羅斯。他還表示，在俄佔地區的烏克蘭公民如果試圖破壞俄羅斯，應該被「曝光和懲罰，送往西伯利亞在強迫勞動營接受再教育」。
紐西蘭宣佈向烏克蘭提供2,600萬美元的軍事和人道援助，將會用於培訓士兵和採購武器彈藥。
丹麥首相弗雷德裡克森記者會上表示，丹麥已經簽署一項為期10年的烏克蘭安全援助協議，安全保障將由丹麥的烏克蘭基金提供資金，該基金已撥款超過100億美元，融資將持續到2028年，成為繼英國、德國和法國後，第4個國家簽署類似協議。丹麥國防部宣佈，烏克蘭預計將於今年夏天從丹麥接收第一批美國製的F-16戰鬥機。另外，國防部宣佈，丹麥將為烏克蘭提供新一批國防援助計劃，價值約2.47億美元，其中包括彈藥和無人機裝置等。
北約秘書長斯托爾滕貝格表示，向烏克蘭交付F16戰機愈快愈好，但沒有具體日期，各盟國自行決定向烏克蘭提供F16與否，強調烏克蘭有權自衞，可使用F16打擊境外的俄羅斯合法軍事目標。
英國外交大臣宣佈，在全面入侵烏克蘭兩週年之前，制裁50多名個人和企業，涉嫌為俄羅斯提供軍事裝置和收入，來幫助支援俄羅斯的「戰爭機器」。另外，英國國防大臣在下議院表示，英國將向烏克蘭再提供200枚硫磺石反坦克飛彈。
德國聯邦議院繼1月後再度以480票反對大比數否決，由反對黨聯盟黨提出向烏克蘭提供金牛座遠程導彈的提案，但其後執政聯盟提出，呼籲德國向基輔提供「額外必要的遠端武器系統和彈藥」的動議則獲得382票通過。
拉脫維亞議會投票通過，禁止從白俄羅斯和俄羅斯進口糧食產品，成為第一個採取此類措施的歐盟國家，當局曾經表示，進口俄羅斯糧食等於支援俄羅斯經濟，以及支援俄羅斯軍隊，有關糧食亦可能是從俄佔地區偷取的烏克蘭糧食。
國際移民組織表示，自俄羅斯全面入侵烏克蘭以來的兩年間，近三分之一烏克蘭人，即超過1400萬人被迫逃離家園，其中已有450萬人返回烏克蘭，有370萬人在烏克蘭境內流離失所，近650萬人則逃往國外。
美國廣播公司援引2名不具名美國官員消息報道，如果國會不通過包含向烏克蘭提供610億美元關鍵資金的法案，到3月下旬，烏克蘭可能會面臨「彈藥和防空的災難性短缺」。
德国经济研究所表示，俄烏戰爭爆發以來，德國經濟至少損失2400億歐元。

## 2月23日

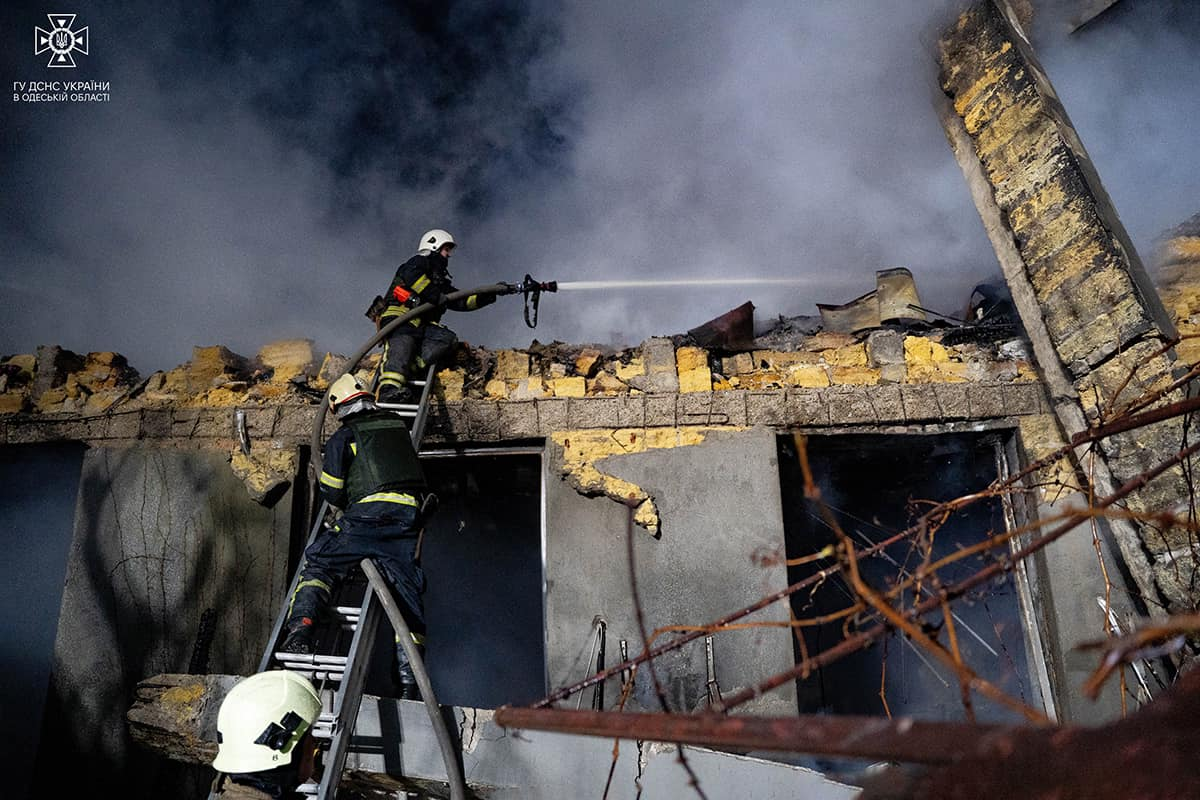
俄羅斯軍隊襲擊敖德薩州後

烏克蘭空軍警告，午夜至凌晨期間，敖德薩、基洛沃赫拉德、第聶伯羅彼得羅夫斯克和扎波羅熱州將受到無人機襲擊。其後，烏克蘭空軍表示，俄羅斯軍隊發射31架無人機，從俄佔頓涅茨克發射3枚S-300防空導彈和1枚Kh-31P導彈，並從黑海發射2枚Kh-22導彈，防空系統在在敖德薩、第聶伯羅彼得羅夫斯克、波爾塔瓦、尼古拉耶夫和哈爾科夫州擊落23架無人機，另外Kh-31P和Kh-22失去空中作戰能力。第聶伯羅彼得羅夫斯克州州長表示，午夜至凌晨期間，俄羅斯使用無人機襲擊第聶伯羅，至少造成1名平民死亡，8名平民受傷。烏克蘭南方部隊司令部表示，俄羅斯軍隊使用無人機襲擊敖德薩州，並從黑海從戰機上發射Kh-31P和Kh-22導彈，防空部隊在敖德薩州上空擊落至少9架無人機，其中1架無人機在海上墜毀，另外有無人機撞上敖德薩沿海地區的一棟建築，引發火災，至少造成3名平民死亡。敖德薩州州長表示，俄羅斯晚上再發動無人機襲擊，擊中敖德薩一棟建築物，至少造成1名平民死亡，3名平民受傷。
烏克蘭赫爾松州州長上午表示，俄羅斯一夜之間對赫爾松州發動287次打擊，並在過去24小時內使用各種武器發射1,716枚射彈，至少造成1名平民死亡，2名平民受傷。頓涅茨克州州長表示，俄羅斯在過去24小時內，對頓涅茨克州發動多次襲擊，至少造成1名平民死亡，19名平民受傷，包括4名兒童。
烏克蘭武裝部隊總參謀部表示，自全面入侵以來，俄羅斯在烏克蘭損失408,240名士兵，過去一天俄羅斯部隊有1,000人傷亡，累計損失6,526輛坦克、12,410輛裝甲戰鬥車輛、12,960輛車輛和油箱、9,916門火砲系統、999套多管火箭系統、682套防空系統、339架飛機、325架直升機、7,628架無人機、1,903枚巡弋飛彈、25艘船隻和1艘潛艇等。
烏克蘭國防部情報總局表示，與烏克蘭空軍展開聯合行動，在俄羅斯克拉斯諾達爾邊疆區葉伊斯克市附近的軍事基地上空，擊落1架俄軍A-50「熊蜂」預警機。俄羅斯國營通訊社則報道，1架飛機在克拉斯諾達爾邊疆區卡內夫斯科伊區墜毀。
烏克蘭總統澤連斯基在利沃夫分別會見，丹麥首相佛瑞德里克森和美國參議院多數黨領袖舒默所帶領的美國代表團，其中澤連斯基和佛瑞德里克森簽署烏克蘭和丹麥之間為期10年的安全合作協議。
俄羅斯總統普京在祖國保衛者日到首都莫斯科的無名戰士墓前獻花圈，緬懷在戰爭中陣亡的軍人，並表示，俄羅斯發起「特別軍事行動」將滿兩年，參與特別軍事行動的軍人是為真理而戰，是俄羅斯的民族英雄，又稱忠誠於祖國、保衛祖國的責任，一直是俄羅斯最重要的價值觀，強調現代武器裝備在戰略核力量的份額已達到九成半，意味絕大部分核武已經現代化，俄方將結合戰鬥經驗，繼續全面加強武裝力量。
烏克蘭和多個西方國家官員在柏林參與俄羅斯戰爭罪的國際會議，討論如何協助烏克蘭調查俄羅斯戰爭罪行，並將肇事者繩之以法，烏克蘭檢察官迄今為止記錄12萬多起戰爭罪案件。
美國總統拜登宣布，對俄羅斯實施超過500項新制裁，原因與俄羅斯入侵烏克蘭以及俄羅斯反對派人士納瓦爾尼死亡事件有關，亦將對近100家向俄羅斯提供支持的實體，實施新的出口限制，並採取行動進一步減少俄羅斯的能源收入，措施將針對與納瓦利尼入獄有關的個人，以及俄羅斯的金融部門、國防工業基地、採購網絡和協助跨洲的逃避制裁的人。
歐洲理事會表示，理事會通過對俄羅斯全面入侵烏克蘭實施第13輪制裁方案，針對106名參與俄羅斯侵略烏克蘭的個人和88個實體，名單包括來自印度、斯里蘭卡、中國、塞爾維亞、哈薩克、泰國和土耳其的公司，進一步收緊對俄羅斯軍事和國防部門的限制性措施，針對第三國提供裝置的實體以及對烏克蘭兒童的非法驅逐和軍事再教育負有責任的人，另外有27家公司直接支援俄羅斯的軍事和工業綜合體，將受到更嚴格的出口限制。
加拿大外交部長宣佈，對俄羅斯實施新制裁，包括10名個人和153家公司，針對為俄羅斯提供軍事裝備、為俄羅斯士兵提供保險等企業，以及幫助支援俄羅斯國家財政和後勤的人士。

## 2月24日
烏克蘭南方司令部表示，俄羅斯軍隊使用無人機襲擊烏克蘭南部多個州，並從亞速海發射Kh-59導彈，防空部隊在尼古拉耶夫州、基洛沃赫拉德州和敖德薩州上空擊落12架無人機和在基洛沃赫拉德州擊落1枚導彈。
烏克蘭武裝部隊總參謀部表示，自全面入侵以來，俄羅斯在烏克蘭損失409,010名士兵，過去一天俄羅斯部隊有770人傷亡，累計損失6,534輛坦克、12,425輛裝甲戰鬥車輛、12,988輛車輛和油箱、9,952門火砲系統、999套多管火箭系統、684套防空系統、340架飛機、325架直升機、7,659架無人機、1,905枚巡弋飛彈、25艘船隻和1艘潛艇等。
俄羅斯國防部表示，於莫斯科時間凌晨0時15分，在俄羅斯庫斯克州及圖拉州擊落兩架烏軍無人機。
俄羅斯國防部長紹伊古在展開「特別軍事行動」2周年之際，前往烏克蘭東部俄佔地區，包括阿夫迪伊夫卡，視察俄羅斯中部集團軍，聽取集團軍司令同參謀對當前形勢的匯報，中部集團軍司令莫爾德維切夫表示，在上周攻佔阿夫傑耶夫卡的戰役中，烏軍被擊退10多公里，俄軍目前繼續在作戰方向發動攻勢，烏軍出現大規模投降情況，掃蕩殘敵期間近200名烏軍集體投降，情報顯示仍有近百名烏軍殘兵躲藏，將於未來數天捕獲，紹伊古則提醒部隊，要人道對待戰俘。
俄羅斯利佩茨克州州長表示，俄羅斯第四大鋼鐵製造商新利佩茨克鋼鐵公司的主要工廠發生火災，可能是由無人機引發，沒有人員傷亡。烏克蘭傳媒援引軍事情報報道，烏克蘭國家安全局和烏克蘭國防部情報總局策劃有關襲擊，該工廠距離俄羅斯-烏克蘭邊境約400公里，是新利佩茨克鋼鐵公司的主要生產設施，佔新利佩茨克鋼鐵公司鋼鐵產量的80%，佔俄羅斯鋼鐵總產量的18%。
俄羅斯全面入侵烏克蘭踏入兩週年，聯合國大會舉行會議，烏克蘭外長庫列巴表示，烏克蘭將會取勝，指如果其他國家支持烏克蘭，將會更快獲得勝利。俄羅斯駐聯合國大使涅邊賈重申，並非俄羅斯發動今場衝突，指烏克蘭淪為西方地緣政治野心的工具，表明俄羅斯會繼續在烏克蘭的特別軍事行動，直至達到目的，包括將烏克蘭非軍事化。全球多國出現反戰示威，紀念俄羅斯全面入侵烏克蘭兩周年，並支持烏克蘭。

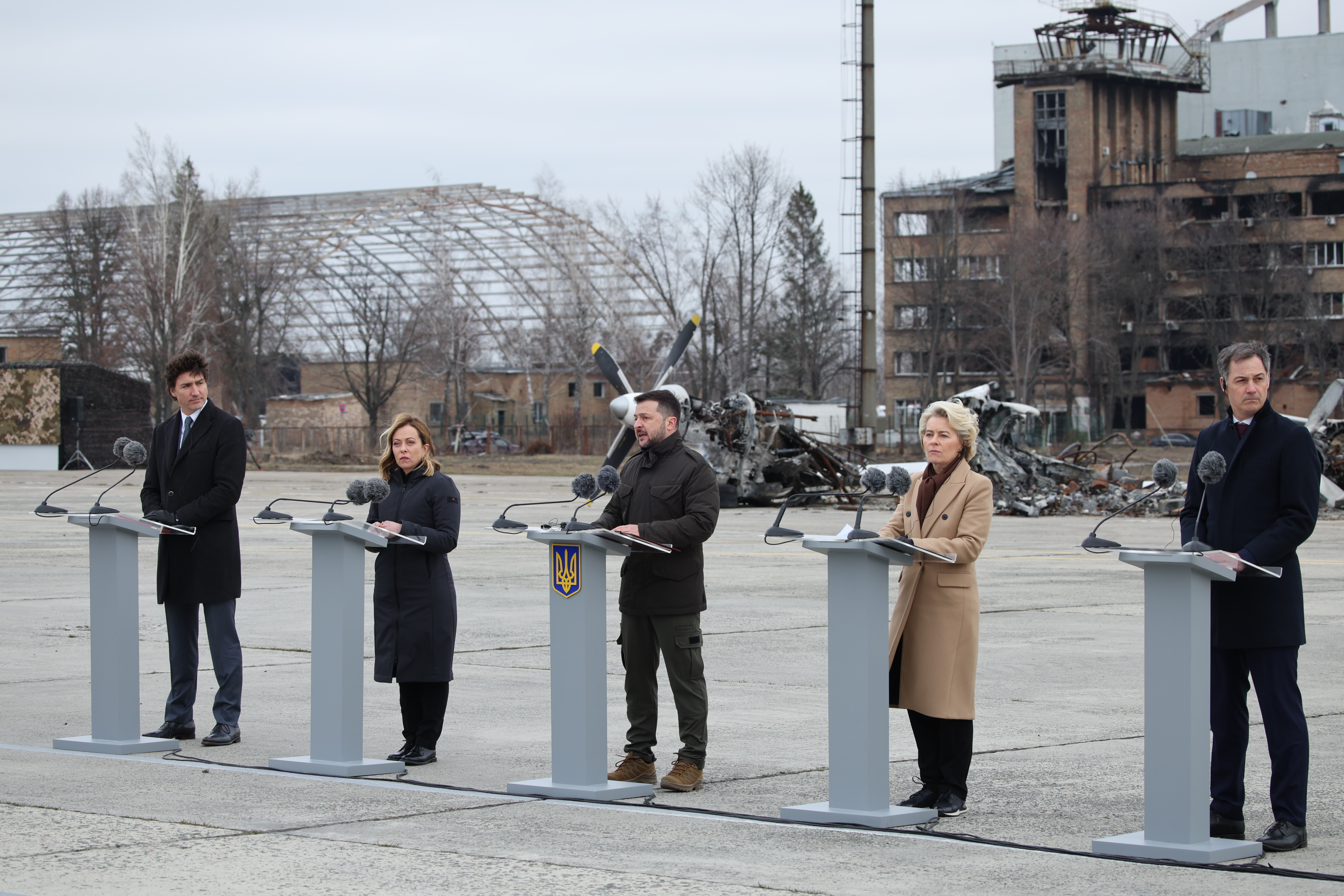
烏克蘭總統澤連斯基與義大利、加拿大、比利時和歐盟領導人在安托諾夫機場遺址發表講話

烏克蘭總統澤連斯基在2022年基輔州霍斯托梅爾安托諾夫機場爭奪戰現場會見義大利總理梅洛尼、加拿大總理特魯多、比利時首相德克魯和歐盟委員會主席馮德萊恩，期間各人分別發表講話，澤連斯基表示，感謝烏克蘭人為抵抗俄羅斯的全面入侵所做的努力，任何正常人都希望戰爭結束，但我們之中沒有人會允許我們的烏克蘭結束，兩年前，我們用火迎接在這裡空降的敵人，兩年後，我們在這裡問候我們的朋友，我們的合作伙伴，對每個烏克蘭人在過去兩年中取得的成就，感到「令人難以置信的驕傲」，並感謝烏克蘭的盟友，以真理站在我們身邊，我們離勝利又近了730天，我們會贏的。馮德萊恩在講話中，讚揚在戰事初期保衛國家的烏克蘭士兵，成功阻止俄羅斯攻擊烏克蘭心臟地帶，拯救國家和整個歐洲。梅洛尼形容，安托諾夫機場是莫斯科失敗和烏克蘭引以為傲的象徵。杜魯多表示，俄羅斯總統普京確信可以輕鬆佔領安托諾夫機場，事實證明他是錯誤的。德克羅重申，烏克蘭的盟友與基輔政府並肩。

烏克蘭總統澤連斯基分別與到訪的義大利總理梅洛尼和加拿大總理特魯多會面，並代表烏克蘭分別與義大利和加拿大簽署為期10年的安全援助協議，其中加拿大在協議中承諾於2024年分配超過22億美元的宏觀金融和國防援助。
烏克蘭武裝部隊總司令瑟爾斯基，就俄羅斯全面入侵兩週年表示，感謝烏克蘭盟友進行的軍事援助，強調「每枚炮彈、每輛坦克、每輛裝甲車都是為了拯救烏克蘭士兵的生命」，感謝烏克蘭士兵、緊急服務人員和志願者的承諾，指出「今天比以往任何時候都更需要團結」。
歐洲理事會主席米歇爾、歐盟委員會主席馮德萊恩和歐洲議會主席梅索拉發表聯合宣告表示，烏克蘭的未來在於歐盟，將繼續解決烏克蘭緊迫的軍事和國防需求，包括運送急需的彈藥和導彈，俄羅斯領導人將為他們的行動付出越來越大的代價。荷蘭國防部長宣佈，荷蘭將與烏克蘭簽署一項長期安全協議，並重申自全面入侵開始以來，已對基輔提供約28.1億歐元軍事援助總額，並表示必須繼續採取統一立場反對普京的侵略，荷蘭王室還亦發表聲明，表示荷蘭仍然為爭取自由、民主和正義而戰鬥的烏克蘭人民團結起來，烏克蘭的韌性是所有人的榜樣。芬蘭總統表示，強調長期支援烏克蘭的能力和資源的重要性，同時也致力於和平，重申芬蘭政府支持烏克蘭總統澤連斯基的和平計劃。丹麥外交部表示，丹麥與烏克蘭人民站在一起，為自由和正義而戰鬥。
英国國防部長表示，將向烏克蘭提供價值2.45亿英镑的火炮弹药，以增加烏克蘭的火炮彈藥儲備。另外，英國國王查爾斯三世發表聲明，紀念俄羅斯全面入侵烏克蘭兩週年，支持烏克蘭繼續抵抗，形容烏克蘭正面臨「難以形容的侵略」。
烏克蘭國有電力運營商Ukrenergo表示，俄羅斯在2月20日炮擊，並嚴重損壞俄佔扎波羅熱核電站附近的備用電力架空輸電線，現已完成修復。
非牟利智庫「戰爭研究所」表示，俄羅斯全面入侵烏克蘭兩週年，局勢「仍然嚴重，但並非沒有希望」，踏入全面戰爭的第三年，面臨著彈藥短缺和美國軍事援助的不確定性，以及繼續打擊俄羅斯侵略的持續決心，雖然近期俄羅斯取得收益，但代價高昂，俄羅斯軍隊已經重新獲得整個戰區的主動權，並正在進攻，取得進展，這些收益非常有限，而且成本極高，如在阿夫迪伊夫卡戰事中，俄羅斯士兵的死亡數字可能比蘇聯入侵阿富汗的死亡人數更高。相比之下，烏克蘭近期亦取得成功，特別是擊落俄羅斯A-50軍機的和對黑海艦隊的襲擊，今年內烏克蘭軍隊亦會獲得第一架F-16戰機，成為另一個優勢。此時對烏克蘭的最大威脅，不是俄羅斯的軍事優勢，而是美國援助的撤出， 資金的延遲已經導致烏克蘭在戰場上的損失。
聯合國烏克蘭人權監測團表示，自2022年2月俄羅斯全面入侵烏克蘭以來，至少有10,582名烏克蘭平民喪生，包括587名兒童，19,875受傷，組織強調實際傷亡人數可能更高，在2023年期間，平均每月有163名平民死亡，547人受傷，絕大多數平民傷亡，總計91%是來自具有大面積影響的爆炸性武器，3.7%由地雷和戰爭遺留爆炸物造成。自2022年2月24日以來，敵對行動導致1,072個教育設施和465個醫療設施被毀。
俄羅斯獨立媒體Mediazona與Meduza根據俄羅斯國家統計局公開提供的死亡率資料和俄羅斯遺產註冊處的記錄，證實自2022年2月俄羅斯全面入侵烏克蘭以來，喪生的8萬3千名俄羅斯士兵名字，並明確表示，實際數字可能更高，又指出2023年期間前線的變化幾乎凍結，但損失率不僅沒有下降，反而大幅增加，到2023年底，估計有7萬5千名俄羅斯士兵被殺，平均每天有120人死亡，另外俄軍對阿夫迪伊夫卡和巴赫穆特的攻擊，使死亡率大幅增加，每週有多達2千人死亡，其中大多數從監獄徵招的囚犯。

## 2月25日
烏克蘭空軍表示，午夜至凌晨期間，俄羅斯發射18架無人機，截至上午8時，防空部隊分別在在波爾塔瓦、基輔、赫梅利尼茨基、尼古拉耶夫、基洛沃赫拉德、第聶伯羅彼得羅夫斯克、扎波羅熱和赫爾松州擊落其中16架。另外，烏克蘭南方司令部表示，俄羅斯從黑海上的戰術飛機，向敖德薩州發射2枚Kh-31P反雷達導彈，全部導彈都被防空部隊擊落。頓涅茨克州政府表示，午夜至凌晨期間，俄羅斯使用S-300導彈大規模空襲康斯坦丁尼夫卡，摧毀康斯坦丁尼夫卡中央火車站、2棟私人住宅、12棟公寓大樓和大量民用基礎設施，至少造成1名平民受傷。第聶伯羅彼得羅夫斯克州州長表示，俄羅斯使用無人機向一輛貨車投擲炸藥，至少造成1名平民死亡。另外，州長晚上表示，俄羅斯使用巡航導彈和無人機襲擊該州，防空系統擊落3枚巡航導彈和3架無人機，但襲擊至少造成4名平民受傷。赫爾松州州長表示，俄羅斯炮擊季亞金卡，至少造成2名平民死亡。
烏克蘭武裝部隊總參謀部表示，自全面入侵以來，俄羅斯在烏克蘭損失409,820名士兵，過去一天俄羅斯部隊有810人傷亡，累計損失6,542輛坦克、12,441輛裝甲戰鬥車輛、13,011輛車輛和油箱、9,981門火砲系統、999套多管火箭系統、684套防空系統、340架飛機、325架直升機、7,681架無人機、1,905枚巡弋飛彈、25艘船隻和1艘潛艇等。
俄罗斯表示在别尔哥罗德州和黑海上空击落了六架无人机。
烏克蘭政府在首都基輔紀念俄羅斯入侵烏克蘭2週年的活動論壇「烏克蘭2024」，多個政府和軍隊高層官員出席，總統澤連斯基在論壇上表示，根據記錄約有3萬1千名烏克蘭士兵在與俄羅斯的戰爭中陣亡，在俄羅斯方面，則有18萬名俄羅斯士兵在戰爭中喪生。另外泽连斯基表示，俄羅斯正計劃在夏季初或5月底發動大規模行動，3月与4月將是烏克蘭的艱難月份，主要原因是因為美國的援助不穩定性可能會影響其他國家，加上今年多國會進行大選。總理什米加爾表示，基輔相信美國「不會放棄」烏克蘭，預計今年將從美國獲得118億美元的經濟支持，希望美國國會議員能夠批准基輔期待已久的經濟和軍事援助。國防部長烏梅羅夫表示，烏克蘭致力於清理腐敗，戰爭期間的腐敗比恐怖主義更糟糕，國防部在最近幾個月對軍事單位的糧食供應，進行定期檢查時發現價值數千萬格里夫納的違規行為，並將繼續與烏克蘭國家安全局、總檢察長辦公室、國家調查局和國家反腐敗局合作，以確定國防軍的腐敗，國防部亦正在審計其結構單位和軍隊，指出烏克蘭必須高效、有效地利用其內部資源。烏克蘭副總理兼數字轉型部部長則在論壇上表示，烏克蘭今年將實現每年生產100萬架無人機的目標，亦會研發更多無人機種類，現時前線使用的90%以上屬烏克蘭本土生產。戰略工業部部長表示，預計2024年烏克蘭的國防生產工業產量能夠比2023年高六倍，現時烏克蘭國防工業由五百多間企業組成，約有30萬人口從事有關工作。武裝部隊副總司令表示，烏克蘭軍隊還未有計劃在戰場上以無人機代替火炮。
「烏克蘭2024」活動論壇上多個政府官員亦和平、地區局勢等議題交代現時情況，其中總統辦公室主任表示，如果未來在瑞士舉行的烏克蘭問題全球領導人和平峰會取得成功，烏克蘭可能會邀請俄羅斯代表參加未來舉行的第二次全球峰會。國防部情報總局局長在論壇上表示，根據現時情報摩爾多瓦親俄分離地區德涅斯特河左岸在短時間內不會併入俄羅斯。另外局長表示，俄羅斯2024年的戰略目標與前兩年相同，仍然是摧毁烏克蘭的國家地位，並完全佔領盧甘斯克和頓涅茨克兩州，但形容俄羅斯在2022和2023年均未達成有關目標，在2024年也一樣不能達成。烏克蘭議會人權監察專員表示，俄羅斯軍隊從俄佔地區俘虜2萬8千烏克蘭平民，當中包括宗教人士、記者、非政府組織工作人員和地區政府代表，烏克蘭已設法救回3,135名遭到俘虜的烏克蘭公民，其中147名屬於平民，大約90%的烏克蘭俘虜遭到每日酷刑對待。烏克蘭外交部長庫列巴表示，傳媒報道西方盟友在提供軍事援助上出現「烏克蘭疲勞」的敘述不是基於事實，歐洲國家對支援烏克蘭作出了必要承諾。
烏克蘭武裝部隊總司令瑟爾斯基與國防部長烏梅羅夫一同到訪前線，但未有透露具體位置，兩人詳細分析當前局勢，並討論必要的進一步步驟，主要是保護部隊免受無人機和防空導彈的空襲，以及加強前線的部分地區的防禦。
烏克蘭議會人權監察專員在社交網站表示，俄羅斯軍隊在2月24日於巴赫穆特附近的伊萬尼夫斯克和赫羅莫夫殺害至少7名烏克蘭戰俘，從片段可見7名烏克蘭士兵高舉雙手向俄羅斯士兵投降，但遭俄羅斯士兵處決。烏克蘭總檢察長辦公室表示，執法部門已經對俄羅斯軍隊在頓涅茨克州巴赫穆特附近的伊萬尼夫斯克和赫羅莫夫處決烏克蘭戰俘展開調查。
非牟利智庫「戰爭研究所」表示，俄羅斯官員和國營媒體均沒有公開討論2月24日全面入侵烏克蘭或「特別軍事行動」兩週年，以避免強調俄羅斯未能實現既定的軍事目標。
波兰农民認為乌克兰农产品不公平竞争並抗议，有波蘭農民将约160吨乌克兰粮食撒出火车车厢外。

## 2月26日
烏克蘭當局表示，截至26日上午9時，俄羅斯在過去24小時內，一共襲擊9個州，包括聶伯彼得羅夫斯克州、基洛沃赫拉德州、哈爾科夫州、盧甘斯克州、扎波羅熱州、蘇梅州、切爾尼戈夫州、尼古拉耶夫州、赫爾松州和頓涅茨克州，至少造成5名平民死亡，10名平民受傷。烏克蘭空軍表示，午夜至凌晨期間，俄羅斯發射14架無人機，防空部隊分別在哈爾科夫州和第聶伯羅彼得羅夫斯克州擊落其中9架，亦向烏克蘭發射1枚9K720伊斯坎德爾導彈、1枚Kh-31導彈和2枚S-300防空導彈。扎波羅熱州州長表示，俄羅斯炮擊扎波羅熱州普里莫斯克，至少造成2名平民受傷。第聶伯羅彼得羅夫斯克州州長表示，俄羅斯軍隊襲擊第聶伯羅彼得羅夫斯克州尼科波爾，至少造成1名平民受傷。
烏克蘭武裝部隊總參謀部表示，自全面入侵以來，俄羅斯在烏克蘭損失410,700名士兵，過去一天俄羅斯部隊有880人傷亡，累計損失6,555輛坦克、12,478輛裝甲戰鬥車輛、13,037輛車輛和油箱、9,993門火砲系統、1,000套多管火箭系統、686套防空系統、340架飛機、325架直升機、7,707架無人機、1,910枚巡弋飛彈、25艘船隻和1艘潛艇等。烏克蘭軍方塔夫里亞作戰戰略小組發言人表示，烏克蘭軍隊已經從最近撤軍的頓涅茨克州阿夫迪伊夫卡西北郊區以西約三公里的拉斯托奇基尼撤出，以便在奧利佛卡、托南克和伯蒂奇建立防禦，阻止俄羅斯向西部方向進一步推進。烏克蘭軍方霍爾蒂察作戰戰略小組發言人表示，俄羅斯繼續在哈爾科夫州庫皮揚斯克附近集軍，並且仍然是俄羅斯在烏克蘭前線的主要目標，但烏克蘭軍隊已經巧妙利用景觀特徵，在庫皮揚斯克附近建立防線和強大的防禦工事。
烏克蘭總統澤連斯基宣佈，成立新經濟平臺「烏克蘭製造」，以促進國家與企業之間的永久對話，來實現國家機構的工作現代化和簡化，以便為經濟效率作出貢獻。總統辦公室主任在平臺上表示，一旦安全問題得到解決，烏克蘭當局正在努力恢復一個機場的運營。
烏克蘭總統澤連斯基接受美國有線電視新聞網採訪時表示，已經要求總司令西爾斯基制定兩個版本的戰爭計劃，分別在獲得或未能獲得美國援助的情況下實行。另外，澤連斯基表示，如果美國前總統特朗普再度當選後，選擇支援俄羅斯而不是烏克蘭，他將「反對美國人」。
烏克蘭戰略工業部長表示，烏克蘭仿製生產類似伊朗設計的見證者-136無人機能力「不再低於俄羅斯」，目標是今年生產100萬架無人機，烏克蘭版本的見證者-136無人機與原版在攜帶炸藥數量、射程和其他技術引數方面相同。
烏克蘭外交部長表示，現時烏克蘭軍方彈藥面臨短缺，認為歐洲應暫停向烏克蘭以外的第三國出口彈藥，並將此類彈藥運往烏克蘭。烏克蘭國防部情報總局副局長表示，俄羅斯計劃在2024年生產270萬枚炮彈，比去年製造的約200萬枚122毫米和152毫米炮彈有所增加。
法國總統馬克龍在巴黎召開烏克蘭問題峰會，多個歐盟國家領導人參與，馬克龍會上表示，呼籲透過向烏克蘭提供堅定支援，確保歐洲大陸的「集體安全」，形容過去幾個月俄羅斯進攻加劇，必須加強安全措施，以防止俄羅斯未來對其他國家的攻擊，並且表明不排除未來向烏克蘭派遣西方軍隊的可能性。另外，馬克龍表示，法國和烏克蘭的其他盟友將建立一個遠程打擊聯盟，從而計劃向烏克蘭提供中程和遠程導彈和炸彈。此外，馬克龍和荷蘭首相呂特表示，法國和荷蘭支持捷克從歐盟以外地方，為烏克蘭採購數十萬發彈藥的計劃。烏克蘭總統澤連斯基在會議上表示，會議的主要議題是一切能加強烏克蘭的能力，包括烏克蘭生產武器的能力、軍事援助和支援的連續性，今年烏克蘭及其盟友應該共同努力，確保俄羅斯失去致命的優勢，包括陸地、海洋和空中。
保加利亞政府表示，總理鄧科夫率領由國防部長等多個內閣官員組成的代表團訪問基輔，並強調保加利亞政府堅定地站在正義一邊，並將繼續捍衛烏克蘭的獨立、主權和領土完整，代表團將會見相同層級的烏克蘭政府官員。
德國政府表示，德國已經向烏克蘭提供最新一批軍事援助 ，包括1萬4千枚155毫米炮彈、10架偵察無人機和其他援助。
韓國貿易部宣佈，韓國計劃加強對俄羅斯和白俄羅斯可用於軍事目的的貨物的出口管制，包括可用於無人機的晶片。
俄罗斯别尔哥罗德州州长表示，乌克兰无人机的袭击造成三人死亡、三人受伤。

## 2月27日
烏克蘭當局表示，截至27日上午9時，俄羅斯在過去24小時內，一共襲擊11個州，包括波爾塔瓦州、聶伯彼得羅夫斯克州、基洛沃赫拉德州、哈爾科夫州、盧甘斯克州、扎波羅熱州、蘇梅州、切爾尼戈夫州、尼古拉耶夫州、赫爾松州和頓涅茨克州，至少造成9名平民受傷。烏克蘭空軍表示，午夜至凌晨期間，俄羅斯從克拉斯諾達爾邊疆區的濱海-阿赫塔爾斯克和庫爾斯克州發射13架無人機，並且分別從俄佔頓涅茨克和俄佔赫爾松地區發射4枚Kh-59導彈和1枚Kh-31P導彈，防空部隊分別在哈爾科夫、蘇梅、第聶伯羅彼得羅夫斯克、赫梅利尼茨基和基洛沃赫拉德州上空擊落其中11架無人機和2枚Kh-59導彈。烏克蘭國家警察2表示，俄羅斯對蘇梅附近霍廷發動襲擊，至少造成2名警察死亡，6名警察受傷。另外，蘇梅州軍事管理局表示，俄軍全日襲擊 13個邊境社群，除在霍廷造成2死6傷外，亦襲擊塞雷丁納-布達，至少造成2名平民受傷。赫爾松州州長表示，俄羅斯軍隊襲擊赫爾松州韋萊滕斯克，至少造成1名平民死亡。扎波羅熱州州長表示，俄羅斯軍隊襲擊扎波羅熱州多個地點，至少造成1名平民死亡，1名平民受傷。
烏克蘭武裝部隊總參謀部表示，自全面入侵以來，俄羅斯在烏克蘭損失411,550名士兵，過去一天俄羅斯部隊有850人傷亡，累計損失6,556輛坦克、12,494輛裝甲戰鬥車輛、13,065輛車輛和油箱、10,009門火砲系統、1,000套多管火箭系統、686套防空系統、340架飛機、325架直升機、7,729架無人機、1,910枚巡弋飛彈、25艘船隻和1艘潛艇等。烏克蘭軍方塔夫里亞作戰戰略小組發言人表示，烏克蘭軍隊繼26日在最近撤軍的頓涅茨克州阿夫迪伊夫卡西北郊區以西約三公里的拉斯托奇基尼撤出後，再從拉斯托奇基尼以北的斯特波夫和塞文內撤出。
烏克蘭空軍司令尼古拉·奧列修克表示，烏克蘭軍隊分別在上午和下午在東部前線同一地區擊落2架俄軍Su-34戰鬥機。俄羅斯空軍發言人表示，在烏軍擊落第2架A-50預警機後，俄羅斯已經多日沒有部署A-50預警機。
烏克蘭武裝部隊東部部隊集團發言人表示，頓涅茨克州巴赫姆特地區正在發生激烈戰鬥，俄羅斯軍隊正集中大量部隊，並試圖向附近的恰西夫亞爾推進。
俄羅斯國防部表示，在烏克蘭東部頓涅茨克的行動中取得進展，一天內在阿夫迪伊夫卡方向解放謝韋爾諾耶村，佔領更有利的戰線和陣地，亦在幾個村莊摧毀烏軍的兵力和裝備集結地，以及擊退烏軍的9次反擊，烏軍在過去一天損失超過1,100名士兵。俄羅斯國防部長紹伊古在國防委員會會議上公布統計數據，指「特別軍事行動」展開以來，烏軍損失的人數達到44萬4千人，今年年初以來，烏軍平均每天損失800人和120種武器，亦從烏克蘭手中解放大約327平方公里的土地，烏軍指揮部目前正試圖利用預備部隊穩定局勢和防止前線崩潰，但俄軍正在利用精確制導武器消滅烏軍預備部隊，讓烏軍無法將部隊調到前線，並削弱烏軍的反攻能力。
非牟利智庫「戰爭研究所」表示，俄羅斯軍隊在不久的將來可能能夠在阿夫迪伊夫卡附近取得更多進展，但崎嶇的地形的地面，可能會減緩俄軍在該地區的進展。
烏克蘭總統澤連斯基到訪沙烏地阿拉伯，與沙特王儲沙爾曼會面，並討論烏克蘭的和平方案以及烏克蘭戰俘和遭到俄羅斯強制驅逐的烏克蘭公民返回問題。其後，澤連斯基轉抵阿爾巴尼亞，參與28日舉行的第2屆烏克蘭-東南歐峰會。
烏克蘭國家安全局表示，烏克蘭國營企業安托諾夫國營公司前主任謝爾希·比奇科夫和航空安全負責人亞歷山大·內託索夫，涉嫌阻撓國家國防而接受審判，可能面臨15年監禁，兩人在2022年1月和2月下令阻止烏克蘭士兵進入機場進行防禦，導致機場短暫遭到佔領，亦未有及時下令撤走全世界機身最長、承載重量最大的飛機An-225運輸機，導致其永久受損。
北約總書記斯托爾騰貝格以及德國、瑞典、波蘭和捷克領導人，在法國總統馬克龍暗示西方可能在烏克蘭部署部隊後分別表示，不考慮向烏克蘭部署部隊。美國國家安全會議戰略溝通協調官柯比亦表示，美國不會向烏克蘭派遣美國軍隊。
烏克蘭國家抵抗中心表示，烏克蘭抵抗運動炸毀統一俄羅斯黨在俄佔新卡霍夫卡的辦公室，旨在擾亂3月俄羅斯總統選舉的籌備工作。俄羅斯方面則將事件歸咎於無人機襲擊，以否認和掩蓋烏克蘭抵抗力量在俄佔地區上的活動，家抵抗中心呼籲烏克蘭公民不要參加克里姆林宮聲稱的「選舉」宣傳活動。
美國總統拜登會見國會主要領袖，包括眾議院議長共和黨籍的約翰遜、眾議院少數黨領袖民主黨籍的傑弗裡斯、參議院多數黨領袖民主黨籍的舒默和參議院少數黨領袖共和黨籍的麥康奈爾，討論對包括烏克蘭在內的美國主要盟友的援助以及延長聯邦政府臨時資金。美國財政部長耶倫在巴西出席20國集團峰會財長會議時，敦促參與制裁俄羅斯的國家解封被凍結的俄羅斯中央銀行資產，並將有關資金轉用於援助烏克蘭，形容這樣的安排「必要和緊迫」。
南韓國防部長申源湜表示，北韓軍火廠正全速運行，向俄羅斯供應武器，以換取食品及衛星技術。他聲稱，自2023年9月以來，北韓已向俄羅斯運送約6千7百個彈藥貨櫃。
歐洲議會投票批准540億美元的烏克蘭融資計劃「烏克蘭基金」，作為歐盟預算的一部分，計劃從2024年到2027年向烏克蘭提供資金，包括358億美元貸款和185億美元贈款。荷兰表示将出資1亿欧元，用於協助烏克蘭購買火炮弹药。另外，荷蘭國防部表示，從捷克製造商為烏克蘭訂購9架DITA榴彈炮。
烏克蘭基輔國際社會學研究所公佈一項民意調查，顯示44%受訪的烏克蘭人認為西方已經厭倦支援烏克蘭，希望敦促烏克蘭與俄羅斯做出讓步。

## 2月28日
烏克蘭空軍表示，午夜至凌晨期間，俄羅斯從克拉斯諾達爾邊疆區的濱海-阿赫塔爾斯克發射10架無人機，並且從俄佔頓涅茨克發射1枚S300導彈，防空部隊分別在敖德薩州和尼古拉耶夫州上空擊落全部無人機。哈爾科夫州州長表示，俄羅斯對哈爾科夫州庫皮揚斯克市中心發動空襲，至少造成2名平民死亡，5名平民受傷。另外，總統辦公室副主任表示，俄羅斯於下午5時左右，對哈爾科夫州庫皮揚斯克區大布爾盧克市發動空襲，至少造成2名平民死亡，包括1名6歲女童，1名平民受傷。第聶伯羅彼得羅夫斯克州州長表示，俄羅斯對第聶伯羅彼得羅夫斯克州尼科波爾發動炮擊，至少造成1名平民死亡。
烏克蘭武裝部隊總參謀部表示，自全面入侵以來，俄羅斯在烏克蘭損失412,610名士兵，過去一天俄羅斯部隊有1,060人傷亡，累計損失6,570輛坦克、12,508輛裝甲戰鬥車輛、13,112輛車輛和油箱、10,029門火砲系統、1,000套多管火箭系統、688套防空系統、342架飛機、325架直升機、7,753架無人機、1,910枚巡弋飛彈、25艘船隻和1艘潛艇等。烏克蘭南方作戰司令部發言人表示，俄羅斯軍隊在赫爾松州第聶伯河右岸克林基繼續進行「人潮」襲擊，而不使用裝甲車輛等裝備。烏克蘭軍隊第三突擊旅表示，俄羅斯軍隊於27日襲擊頓涅茨克州克拉斯諾霍裡夫卡東南部，並且進入該鎮，突擊旅進行反擊，並於28日將俄羅斯軍隊趕出該鎮，目前克拉斯諾霍裡夫卡仍然處於烏克蘭軍隊控制之下。
俄烏雙方媒體均聲稱，烏克蘭特種作戰部隊第73海上特別用途中心士兵試圖登陸坦德拉沙嘴，但被俄軍波羅的海艦隊步兵伏擊導致行動失敗。俄軍聲稱烏軍失去至少20名士兵及4艘高速艇，並俘虜1名烏軍士兵及1艘高速艇，生還烏軍士兵則以剩下1艘高速艇逃去。烏克蘭特種作戰部隊其後表示，有第73海上特別用途中心士兵在與俄軍戰鬥中陣亡。
俄羅斯媒體報道，俄羅斯武裝部隊於俄佔赫爾松地區黑海海岸的騰德拉沙嘴擊斃20名嘗試登陸的烏軍第73海上特別用途中心士兵及俘虜1名烏軍士兵，並表示烏軍失去4艘高速艇，生還烏軍士兵則以剩下1艘高速艇逃去。烏克蘭特種作戰部隊其後表示，第73海上特別用途中心士兵在與俄軍戰鬥中陣亡。
烏克蘭總統澤連斯基阿爾巴尼亞，會見阿爾巴尼亞總理，兩人簽署友好與合作條約，同意在貿易、文化、教育、環境、醫療保健、媒體、體育和旅遊等各個領域發展合作，討論了烏克蘭持續的國防需求和「潛在的聯合武器生產」。並且參加烏克蘭-東南歐峰會，提議舉行「烏克蘭-巴爾幹國防工業特別論壇」，以加強合作並提高烏克蘭的生產能力。澤連斯基在峰會後的記者會中表示，希望與法國總統馬克龍討論加強烏克蘭防禦的新方法，早前馬克龍曾經表示，不排除未來西方向烏克蘭派遣地面部隊的可能性。
科索沃、摩爾多瓦、黑山、北馬其頓、塞爾維亞、阿爾巴尼亞、波斯尼亞和黑塞哥維那、保加利亞、克羅埃西亞、羅馬尼亞和烏克蘭領導人在阿爾巴尼亞首都地拉那舉行的烏克蘭-東南歐峰會上簽署一項聯合聲明，支持基輔，並譴責俄羅斯的侵略，形容俄羅斯對烏克蘭的戰爭是對歐洲安全和國際和平的最大威脅，簽署各方承諾遵守《聯合國憲章》，並支持烏克蘭提出的和平計劃，堅定不移地支持烏克蘭的獨立、領土完整以及永久和平，各國領導人亦表明，將會出席未來在瑞士舉行的全球領導人烏克蘭和平峰會。土耳其總統埃爾多安則在峰會上發表錄影講話，表示土耳其準備再次舉行俄羅斯和烏克蘭之間的和平談判，應該以外交方式，公平和持久地解決已經踏入第三年的全面戰爭，亦重申對支持烏克蘭領土完整以及保護遭俄羅斯當局嚴厲鎮壓的克里米亞韃靼人權利的承諾。
俄羅斯外交部烏克蘭罪行無任所大使米羅什尼克表示，將烏克蘭軍隊、烏克蘭國防部情報總局及國家安全局列為恐怖組織，只是時間問題，不可能寬恕有關人士犯下或可能犯下的罪行，烏克蘭軍隊在全球任何一個地方均不應視為國際法領域中適當存在的武裝單位，又指把以上三者列為恐怖組織的做法沒有不妥，只需要俄羅斯國會與行政當局主動行動，不久將來或審判，執行及下達犯罪命令的烏軍中層指揮官，並為下一階段審判烏克蘭政權創造條件。
歐盟委員會主席馮德萊恩敦促，要求歐洲議會成員開始討論，利用被凍結的俄羅斯資產利潤，聯合為烏克蘭購買軍事裝備。歐盟理事會正式批准540億美元的烏克蘭融資計劃「烏克蘭基金」，作為歐盟預算的一部分，計劃從2024年到2027年向烏克蘭提供資金，包括358億美元貸款和185億美元贈款。
波蘭總理圖斯克表示，波蘭正牽頭與烏克蘭就暫時關閉邊境，以便進行農業貿易會談，解決現時波蘭農民的邊境抗議活動以及兩國的農業貿易分歧，強調這樣的解決方案將「對雙方都造成痛苦」。烏克蘭經濟部副部長在參與與波蘭農業貿易問題會議後表示，會議中並未提到關閉邊境問題。
比利時總理德克魯表示，比利時將向捷克倡議從歐盟以外為烏克蘭購買炮彈的計劃，撥款2.16億美元。
保加利亞國防部長表示，將在未來幾天內，向烏克蘭交付，已經延遲交付2個月的100輛裝甲運兵車。
摩爾多瓦親俄分離主義地區德涅斯特河左岸議會通過宣言，要求俄羅斯協助結束摩爾多瓦對當地的「經濟封鎖」，並呼籲莫斯科當局採取措施，保護在摩爾多瓦日益增長壓力下的德涅斯特河左岸。俄羅斯外交部回應指，莫斯科當局將仔細考慮有關要求，並表示保護德涅斯特河左岸居民是優先事項之一。

## 2月29日
烏克蘭當局表示，截至29日上午9時，俄羅斯在過去24小時內，一共襲擊10個州，包括波塔瓦州、聶伯彼得羅夫斯克州、哈爾科夫州、盧甘斯克州、扎波羅熱州、蘇梅州、切爾尼戈夫州、尼古拉耶夫州、赫爾松州和頓涅茨克州，至少造成8名平民死亡，12名平民受傷。赫爾松州軍事管理局表示，俄羅斯軍隊使用無人機向赫爾松州伯斯萊夫一棟房屋投擲炸藥，至少造成2名平民受傷。第聶伯羅彼得羅夫斯克州州長表示，俄羅斯軍隊多次襲擊第聶伯羅彼得羅夫斯克州尼科波爾區，至少造成1名平民受傷。頓涅茨克州地區檢察官辦公室表示，俄羅斯軍隊對頓涅茨克州謝爾比尼夫卡發動空襲，至少造成3名平民受傷。
烏克蘭武裝部隊總參謀部表示，自全面入侵以來，俄羅斯在烏克蘭損失413,760名士兵，過去一天俄羅斯部隊有1,150人傷亡，累計損失6,593輛坦克、12,552輛裝甲戰鬥車輛、13,152輛車輛和油箱、10,070門火砲系統、1,000套多管火箭系統、690套防空系統、342架飛機、325架直升機、7,768架無人機、1,910枚巡弋飛彈、25艘船隻和1艘潛艇等。另外，總參謀部表示，雙方過去一天發生99場戰鬥衝突，俄軍總共發動10次導彈襲擊，105次空襲以及163次多管火箭系統襲擊，其中在阿瓦迪夫卡前線擊退俄軍25次襲擊、諾維部前線擊退俄軍38次襲擊、庫皮揚斯克前線擊退俄軍2次襲擊、在萊曼前線擊退俄軍12次襲擊和在巴赫穆特前線擊退俄軍9次襲擊。烏克蘭武裝部隊總司令瑟爾斯基在訪問前線後表示，烏克蘭軍隊擊退俄羅斯軍隊對前線頓涅茨克州阿夫迪伊夫卡西北奧爾利夫卡郊區的襲擊。
烏克蘭空軍表示，烏克蘭軍隊凌晨1點在東部擊落1架Su-34戰鬥機，上午9點左右分別在阿夫迪伊夫卡和馬林卡附近擊落2架Su-34戰鬥機，自17日以來，已經擊落13架俄軍飛機。
烏克蘭武裝部隊總參謀部表示，烏克蘭武裝部隊使用多管火箭炮襲擊俄佔頓涅茨克地區奧列尼夫卡的俄羅斯駐軍，殺死19名俄羅斯士兵，包括1名副指揮官，以及包括指揮官在內12名俄羅斯士兵受傷。
俄羅斯總統普京向聯邦會議發表長達2小時的國情咨文，普京表示，絕大多數俄羅斯人都支持俄軍在烏克蘭的特別行動，軍隊取得大量的作戰經驗，會盡一切努力結束這場衝突，戰略部隊已經準備就緒，在行動中使用高超音速導彈擊中重要的目標，西方國家正尋求從內部削弱俄羅斯，絕不容許任何人干預俄羅斯內政。普京又表示，芬蘭和瑞典加入北約後，俄羅斯有必要加強在西部地區的軍力，又警告如果北約派兵到烏克蘭，會有引發核戰的風險。
烏克蘭總統澤連斯基簽署法令，解除烏克蘭武裝部隊後勤部隊指揮官奧列格·古利亞克職務，任命弗拉基米爾·卡彭科接任。
英國國防部表示，自從俄羅斯佔領阿夫迪伊夫卡以來，已經向該市中心向西推進約6公里，俄羅斯軍隊可能正在尋找合適的時機，從烏克蘭軍隊防禦較少的地區中受益，令阿夫迪伊夫卡以西的地區繼續成為俄羅斯進攻的焦點。
烏克蘭國家緊急服務局表示，自全面入侵以來，烏克蘭有近三分之一領土被安裝地雷，已有超過270名烏克蘭平民，包括14名兒童，被地雷和其他爆炸物炸死，614名平民因此受傷，包括74名兒童。
歐洲議會通過決議，呼籲歐盟成員國向提供任何可以令基輔贏得對抗俄羅斯戰爭所需的物品，以支援烏克蘭，包括遠端武器，現時主要目標是烏克蘭贏得戰爭，如果最後沒有發生，後果將十分嚴重，為了確保基輔的勝利，歐盟應該不對向烏克蘭提供的軍事援助施加自我限制，敦促歐洲國家向烏克蘭提供防空系統、金牛座和暴風影遠端導彈、各種型別的火炮和彈藥，特別是155毫米以及無人機和武器。
芬蘭國防部長表示，烏克蘭可以使用芬蘭提供的武器攻擊俄羅斯領土，芬蘭沒有對其向烏克蘭提供的軍事援助施加任何限制，個別限制措施主要是由向烏克蘭提供遠程武器系統的國家所製定，敦促盟國向烏克蘭提供更多遠程飛彈，包括德國金牛座系統，形容德國政府需要認真考慮，系統的重要性。
法國武裝部隊部長在國民議會國防委員會會議上表示，法國需要為烏克蘭軍隊提供有效的軍事援助，因此法國將專注於向烏克蘭提供空中飛彈，而不是幻影系列戰鬥機，主要原因是烏克蘭軍方現時已經擁有蘇聯時期戰機，欠缺彈藥。另外，部長表示，法國已經向法國公司Delair訂購100架無人機，將於今年夏天交付烏克蘭。
加拿大國防部長表示，渥太華準備向烏克蘭派遣數量有限的軍事人員，但只是培訓烏克蘭士兵，而不是參與敵對行動。